# Liste frühmoderner Zeitschriften
Die Liste frühmoderner Zeitschriften soll Orientierung im Angebot von Periodika (ohne Zeitungen) für den Zeitraum von Beginn des Drucks bis 1800 geben. Eine willkürliche Entscheidung ist dabei, was ein Journal, was eine Zeitschrift ist. Die Messkataloge, die zweimal jährlich erschienen, wurden nicht im Zeitraum selbst zu den Zeitschriften gerechnet. Dasselbe gilt für Annalen wie die verschiedenen miteinander konkurrierenden Projekte historischer Relationes, die noch im 16. Jahrhundert im deutschsprachigen Raum sich publizistische Gefechte lieferten oder die großen Sammelwerke vom Stile des Theatrum Europaeum. Sie sind in dieser Liste nicht notiert.

## Gründungen 1600–1699
| Zeitraum                                          | Titel | Sprache        | Verantwortliche | Publikationsvermerke |
| ------------------------------------------------- | --- | -------------- | --- | --- |
| 1663–1781                                         | Histoire de l’Académie Royale des Inscriptions et Belles-Lettres avec les Mémoires de littérature tirez des registres de cette Académie: depuis l’année […] jusques & compris l'année […] | Französisch    | Académie des Inscriptions et Belles-Lettres | Paris: Panckoucke, 1663–1781; 1718: La Haye: Troyel, 1.1663/1710 – 19.1773/76 (1781); damit Ersch. eingest. Übersetzt ins Italienische als La Storia delle opere dell'Accademia Reale delle Iscrizioni e delle Belle Lettere (1731), ins Deutsche als Geschichte der königlichen Akademie der schönen Wissenschaften zu Paris: darinnen zugleich unzählige Abhandlungen aus allen freyen Künsten, gelehrten Sprachen, und Alterthümern enthalten sind. / Aus dem Französischen übersetzt. Mit einer Vorrede ans Licht gestellet von Johann Christoph Gottsched (Leipzig: Krauß, 1747–1757). |
| 1665–1670                                         | Ephemerides eruditorum | Lateinisch     | | Lipsiae; Francofurti: Schürer & Fritzsch 1.1665 (1667) – 5. 1669/70 (1671); damit Erscheinen eingestellt, Auszug aus dem Journal des savants |
| 1665–1792 1797–1797 1816–1835 1836–1902 1903–1933 | Journal des sçavans | Französisch    | | Paris 1.1665/66 – 1792; [1. Sér.] Nr. 1.1797 – 12.1797; [2. Sér.] 1.1816 – 20.1835; 3. Sér. 1.1836 – 67.1902; N.S. = [4. Sér.] 1.1903 – 23.1925; 1926–1933 nachgewiesen |
| 1665 bis heute                                    | Philosophical Transactions of the Royal Society | Englisch       | | |
| 1668–1681                                         | Il Giornale de'letterati | Italienisch    | | Parma: 1.1668 – 1681/1692 [?], im Verlauf ohne Zählung |
| 1670–1706                                         | Miscellanea Curiosa Medico-Physica Academiae Naturae Curiosorum sive Ephemeridum Medico-Physicarum Germanicarum Curiosarum Annus Primus Anni scilicet M.DC.LXXmi.: continens Celeberrimorum Medicorum in & extra Germaniam Observationes Medicas & Physicas, vel Anatomicas, vel Botanicas, vel Pathologicas, vel Chirurgicas, vel Therapeuticas, vel Chymicas; Praefixa Epistola Invitatoria ad Celeberrimos Medicos Europae              | Lateinisch     | I. M. Lerch Lorenzo Magalotti N. Gäublin, Körperschaft: Sacri Romani Imperii Academia Caesareo-Leopoldina Naturae Curiosorum | Leipzig: Veit Jakob Trescher und Johann Bauer, 1. Decuria 1.1670 – 10.1679; 2. Decuria 1.1682 – 10.1691; 3. Decuria 1.1694 – 10.1706. Fortgesetzt als Sacri Romani Imperii Academia Caesareo-Leopoldina Naturae Curiosorum: Academiae Caesareo-Leopoldinae [Naturae Curiosorum] Natvrae Cvriosorvm ephemerides (1712–1722) |
| 1672–1674 1678–1714                               | Mercure Galant | Französisch    | | Monatlich, fortgesetzt als Nouveau Mercure galant (1714–1724), und dann als Mercure de France (1724–1825) |
| 1673–1686                                         | Le mercure Hollandois, contenant les choses les plus remarquables de toute la terre, arrivees en l'an 1672 jusqu'alan 1673, et sur tout dans les guerres de France, Angleterre et Hollande | Französisch    | | Amsterdam : Boom, 1672/73 (1678) – 1684 (1686)[?] |
| 1674–1675                                         | Götter-Both Mercurius | Deutsch        | | Nürnberg: Wolf Eberhard Felsecker |
| 1676–1680                                         | Erbauliche Ruh-Stunden | Deutsch        | Johann Frisch | Wöchentlich, 219 Stück |
| 1678–1703                                         | Mechanick exercises. Or, the doctrine of handy-works | Englisch       | John Moxon | Januar 1678 bis Mitte 1680, wiederbelebt 1683, eigentlich ein Buch in Fortsetzungen. estc.bl.uk |
| 1679–1682                                         | Philosophical collections, containing an account of such physical, anatomical, chymical, […] experiments and observations as have lately come to the publishers hands. As also an account of some books of this kind lately published. | Englisch       | Royal Society | London [England]: printed for John Martyn, printer to the Royal Society, 1679-1682. Numb. 1. (1679)-numb. 7. (April 1682). Monthly, No. 3-7 (1681:Dec.-1682:Apr.) estc.bl.uk |
| 1680–1680                                         | Annus Franciscorum, Sive Historica Eorum Ephemeris Eventuum, gestórumque variorum memorijs,: secundùm Anni dies conscripta, Alteri majori Operi De Claris Viris Franciscis; Auspicijs S. Francisci Xaverij Praemissae & vulgata / Authore R. P. Francisco Stiller Societatis Jesu | Lateinisch     | Franciscus Ignatius Stiller (1641–1721) | Pragae: Typis Universitatis Carolo-Ferdinandeae in Coll. Soc. Jesu ad S. Clementem, 1680 [Akademische Druckerei zu St. Klement, Prag], Bd. 2 u.d.T.: Anni Franciscorum […] – Erschienen: [Semester 1.] (1680) bis Semester 2. (1680) |
| 1680–1682                                         | Deliciae medico-chirurgicae, oder Medicinisch- und chirurgische Ergötzlichkeiten, in sich haltend die merckwürdigsten medicinischen und chirurgischen Zufälle, so sich in der Medicin und Chirurgie ereignen / entworffen von Steven Blanckaert | Deutsch        | Johann Frisch | Dantzig: Möller 1.1680 (1736) – 3.1682 (1736) [?] |
| 1681                                              | A Collection of letters for the improvement of husbandry & trade | Englisch       | John Houghton, Fellow of the Royal Society | [London, England]: Printed for John Lawrence, at the Angel in Cornhill near the Royal Exchange. Numb. 1. (Thursday, Sept. 8. 1681.), Ceased with: Vol. 2, no. 6 (June 16, 1684). estc.bl.uk |
| 1682–1731                                         | Acta Eruditorum | Lateinisch     | Otto Mencke, Mitarbeiter: Johann Benedict Carpzov II., Friedrich Benedict Carpzov, Joachim Feller, Gottfried Olearius (Theologe, 1672), Valentin Alberti, Adam Rechenberg, Thomas Ittig, Johannes Cyprian, Johann Schmid, Johann Georg Abicht, Christian Friedrich Börner, Gottlieb Gerhard Titius, Götzius, Ludwig Christian Crell, Johann Hübner. | Lipsiae: Grosse & Gleditsch 1682–1731; Indices generales: Lipsiae: Grosse & Gleditsch 1.1682/91 (1693) – 5.1722/31 (1733); 6.1732/41; damit Ersch. eingest. |
| 1682–1683                                         | Weekly memorials for the ingenious: or, An account of books lately set forth in several languages (London, England: Faithorne: Weekly). | English        | | London [England]: printed for Henry Faithorne and John Kersey, at the Rose in St. Paul’s Church-yard, 1682-1683. Munday, January 16. 1681/2-Munday, January 15. 1683. estc.bl.uk |
| 1682                                              | Weekly memorials for the ingenious: or, An Account of books lately set forth in several languages (London, England: Chiswell). | Englisch       | | [London, England]: Sold by R[ichard]. Chiswell in S. Pauls Church-yard. W. Crook without Temple-bar. S. Crouch at the corner of Popes-head-ally in Cornhill. G. Kunholt over against the Mews near Charing-cross, 1682. Numb. 1. (Munday, March 20. 1681/2. [i. e. 1682])-Numb. 29. (Munday, Sept. 25. 1682.). estc.bl.uk |
| 1683–1684                                         | Merlinus Redivivus: Being an Almanack for the Year of our Redemption, 1683. By John Partridge, Student in Physick and Astrology | Englisch       | | monatlich |
| 1684–1689 1699–1710 –1718                         | Nouvelles de la république des lettres | Französisch    | 1684–1689: Pierre Bayle, 1699–1710 Jacques Bernard | 1.1684, Jan./Febr.: Mercure sçavant. Anfangs: Amsterdam: Desbordes, folgend Amsterdam: Mortier, 1684 – 1718.1.1684, März – 40.1718, Mai/Juni; damit Ersch. eingest. |
| 1684                                              | Medicina curiosa: Or, a variety of new communications in physick, chirurgery, and anatomy, from the ingenious of many parts of Europe, and some other parts of the world. | Englisch       | | London [England]: printed for Tho. Basset at the George in Fleet-street, [1684]. Numb. 1. (June 17. 1684.)-num. 2. (October 23. 1684.) estc.bl.uk |
| 1685–1686                                         | Jugemens des Scavans Sur Les Principaux Ouvrages Des Auteurs | Französisch    | Adrien Baillet (1649–1706) | Paris : Antoine Dezallier, 1685–1686 |
| 1686–1693; 1713; 1718                             | Bibliothèque universelle et historique | Französisch    | Jean Leclerc | Anfangs: Amsterdam : Wolfgang, Waesberge, Boon & van Sommeren, dann Amsterdam: Schelte, 1687–1718, 1.1686 (1687) – 25.1693 (1700); 26.1718. Fortsetzungen: Bibliothèque choisie (1707–1738), Bibliothèque ancienne et moderne: pour servir de suite aux Bibliothèques universelle et choisie (1714–1730) |
| 1686–1782                                         | Mercure historique et politique : contenant l'état présent de l'Europe | Französisch    | 1684–1689: Pierre Bayle, 1699–1710 Jacques Bernard | Anfangs: Parme [i. e. La Haye]: Batanar; La Haye : Staatman, 1.1686 – 192.1782 [?], 6.1689, Jan.: Mémoire de ce qui se passe de plus considérable dans toutes les cours de l'Europe. – Hauptsacht. 190.1781, 1-5: Mercure historique, politique et litteraire. |
| 1687–1689                                         | Histoire des ouvrages des sçavans | Französisch    | Henri Basnage de Beauval | Rotterdam: Leers, 1.1687, Sept. – 24.1709, Juni |
| 1687                                              | The Universal Historical Bibliothèque; or, an account of most of the considerable books printed in all languages in […] January (February, March,) 1686. Wherein a short description is given of the design and scope of almost every book; and of the quality of the author, if known. | Englisch       | Jean Cornand de Lacroze, R. Bohun | London [England]: printed for George Wells, at the Sun in S. Paul’s Church-Yard, 1687. Monthly, January, 1686. [i. e. 1687]-March, 1686. [i. e. 1687] estc.bl.uk Fortgesetzt unter dem Titel The History of learning: or, An abstract of several books lately published 1691 |
| 1688–1690                                         | Schertz- und Ernsthaffter, Vernünfftiger und Einfältiger Gedancken, über allerhand Lustige und nützliche Bücher und Fragen [T. 1]: Erster Monath oder Januarius: in einem Gespräch vorgestellet von der Gesellschaft derer Müßigen | Deutsch        | Christian Thomasius, die Ausgaben von 1690 bis in den April sollen von Johann Jacob von Ryssel (1627-1699) verfasst worden sein. | Frankfurt; Leipzig: Moritz Georg Weidmann, Der Titel wechselte mehrfach leicht. |
| 1689–1689                                         | Monatliche Erzehlungen allerhand künstlicher und natürlicher Curiositäten: unter einer anmuthigen Romaine, aus den neuesten Büchern herauß gezogen und mit eigener Erfahrung bewähret | Deutsch        | Christian Thomasius (1655–1728) | Leipzig: Verl. d. Saarischen Erben |
| 1689–1698                                         | Monatliche Unterredungen einiger guten Freunde von allerhand Büchern und andern annemlichen Geschichten; allen Liebhabern der Curiositäten zur Ergetzligkeit und Nachsinnen heraus gegeben von A. B. | Deutsch        | Wilhelm Ernst Tentzel (1659–1707) | Thoren: Johann Christian Laurer, [1689-1698], Leipzig Johann Friedrich Gleditsch fortgesetzt als Curieuse Bibliothec, oder, Fortsetzung der Monatlichen Unterredungen (1704–1706) |
| 1689                                              | Weekly memorials: or, An Account of books lately set forth; with other accounts relating to learning. | Englisch       | | London [England]: printed by J. R. and are to be sold by B. Corbet, at the Bulls Head in Butcher-Hall-Lane, 1688. [i. e. 1689]. Halbwöchig. Numb. 1. (Samstag, 19. Januar 1688. [i. e. 1689]) estc.bl.uk |
| 1690–1739                                         | Europische Mercurius books.google.com | Niederländisch | E. V. | Amsterdam im Verlag des Autors, sowie ten Hoorn; fortgesetzt als Nederlandsch gedenkboek of Europische Mercurius (1740–1759) |
| 1690–1705                                         | Deliciae Biblicae Oder Biblische Ergetzligkeiten: Worinnen Alle Curieuse merck- und Denckwürdige/ zweiffelhaffte Oerter/ Sprüche und Fragen/ […] Durch die gantze Bibel fortgesetzet/ und […] von Monat zu Monat einige Bogen heraus gegeben werden / von Misandern | Deutsch        | Johann Samuel Adami (1638–1713) | Dreßden; Leipzig: Mieth 1690–1705 |
| 1690–1715                                         | Nouvelle Bibliothèque des auteurs ecclésiastiques. Contenant l'histoire de leur vie, le catalogue, la critiques, et la chronologie de leurs ouvrages. Le sommaire de ce qu'ils contiennent. Un jugement sur leur stile et sur leur doctrine. Et le denombrement de differents éditions de leurs oeuvres / par L. Ellies Dupin | Französisch    | Louis Ellies Du Pin (1657–1719) | Paris: André Pralard; Mons: Pierre Huguetan, T. 4-6; Mons: Migot, T. 7; Amsterdam: Pierre Humbert, T. 15-19, 1691–1715 |
| 1691–1697                                         | The Athenian gazette The Athenian mercury. Resolving weekly all the most nice and curious questions propos’d by the ingenious. | Englisch       | Hauptsächlich die Arbeit von John Dunton, unter Mitarbeit von Richard Sault und Samuel Wesley dem Älteren. | The Athenian gazette London, printed for P. Smart, 1690 [i. e. 1691], Numb. 1 (Tuesday, March, 17th. 1690 [i. e. 1691]) estc.bl.uk The Athenian mercury London, printed for P. Smart, 1690 [i. e. 1691]-1697, [Vol.1] Numb. 2 (Tuesday, March, 24th. 1690 [i. e. 1691])-vol.20 numb.10 (Monday, June 14. 1697) estc.bl.uk |
| 1691                                              | The History of learning: or, An abstract of several books lately published, as well abroad, as at home. By one of the two authors of the Universal and Historical Bibliotheque. | English        | Jean Cornand de Lacroze, d. ca. 1705. | London [England]: printed for Abel Swalle, and Timothy Childe, at the Unicorn at the west-end of St. Paul’s Church-Yard, 1691. [July 1691]. estc.bl.uk |
| 1692–1701                                         | De Boekzaal van Europe | Niederländisch | P. Rabus | Rotterdam, 1692–1701, Fortsetzungen: Tweemaandelijke uittreksels (1701–1704), De Boekzaal der geleerde werelt (1705–1708) und Maandelyksche uittreksels of boekzaal der geleerde waereld (1715–1802) |
| 1692–1699                                         | Deliciae Biblicae, Oder Biblische Ergetzlichkeiten: Welche aus dem Innhalt der Worte/ sonderlich Des Neuen Testaments/ des Herrn Jesu/ zusammen und darzu viele Curieuse, merck- und denckwürdige Naturalien/ Historien/ Medaillen und dergleich Dinge getragen […] Zu Beförderung Christlicher Andacht/ Discursen/ Gespräche und Fragen/ […] / heraus giebet Theophilus Rabanus Savreda                                                   | Deutsch        | Theophilus Rabanus Savreda | Leipzig: David Fleischer, 1692–1699 |
| 1692–1697                                         | Gottfried Zenners Frühlings-, Sommer-, Herbst- und Winter-Parnaß oder Abhandlung von viertzig galant-gelehrten Curiositäten, meist nach jetziger Zeit neuesten Begebenheiten | Deutsch        | Gottfried Zenner (1656–1721) | Franckfurt; Leipzig: Boetius 1.1692 – 1697 [?], Zenners Name erscheint bereits auf der ersten Nummer, wurde aber nicht immer regelmäßig im Titelkopf notiert. |
| 1692–1692                                         | Ephemeridum Philologicarvm Discursus I.: De Ala Templi Hierosolymitani; Ab Hermanno von der Hardt […] in gratiam Auditoris ac Commensalis sui Henric-Lohalmi Meyer, Luneburgensis, privatim institutus; In communem v. Studiosorum usum publici juris factus | Lateinisch     | Hermann von der Hardt (1660–1746) | Helmestadii: Hammius, 1692 |
| 1692–1739                                         | Neue Acerra Biblica, Das ist Hundert Auserlesene, nützliche, lustige und denckwürdige Historien und Oerter Der Heil. Schrifft : Allen Liebhabern des Worts Gottes zur Ergetzung und Erbauung: sonderlich denen, welche die H. Schrifft studiren wollen, oder schon studiren, Zu sonderbahren Unterricht […] Aus den bewerthesten Theologis […] erkläret und ausgeführet / durch M. Johann Müllern, Pfarrern und Superintendenten zu Jessen | Deutsch        | Johann Müller (1648-1696), Ernst Christian Schroedter (1675–1758) | Ab der Cent. 3 von Ernst Christian Schrödter bis 1739 fortgesetzt. Leipzig: Wohlfart u. a., 1692–1739 |
| 1692–1697                                         | Novellen aus der gelehrten und curiösen Welt, darinnen die Quintessence mannigfaltiger Gelehrsamkeit […] enthalten […] und alles kürtzlich abgehandelt wird, Vermittelst öffterer Zusammenkunfft einer curiösen und gelehrten Gesellschafft ergangen und […] monatlich communiciret | Deutsch        | G. Z. IC. = Gottfried Zenner, Jurisconsultus. | Gotha: A. Boethius; Leipzig: Fr. Groschuff, 1692-1697. 6 Bd. |
| 1693–1700                                         | Fasciculus […] opusculorum quae ad historiam ac philologiam sacram spectant | Lateinisch     | Hrsg.: Thomas Crenius i. e. Thomas Theodor Crusius | Rotterodami: apud Petrum vander Slaart, Fasciculum 1.1693 bis 10.1700 |
| 1693–1693                                         | Historia Sapientiæ Et Stultitiæ / collecta à Christiano Thomasio, JCto | Lateinisch     | Christian Thomasius (1655–1728) | Halæ Magdeburgicæ: Christoph Salfeld, 1693 |
| 1693–1693                                         | Historie der Weißheit und Thorheit | Deutsch        | Christian Thomasius (1655–1728) | Halæ Magdeburgicæ: Christoph Salfeld, 1693, Theil 1–3, Übersetzung des lateinischen Titels |
| 1693–1693                                         | The Ladies’ Mercury | English        | | London [England]: printed for T. Pratt, 1693. Weekly. Vol. I. Numb. 1. (Munday, February 28. 1693.)-vol. I. numb. 4. (Friday, March 17. 1693.). estc.bl.uk |
| 1693–1699                                         | Bibliotheca librorum novorum / collecta a L. Neocoro et Hnr. Sikio | Lateinisch     | L. Neocorus i. e. Ludolf Kuester (1670–1716), Heinrich Sike (1669–1712), die ersten Bände in Kooperation beider, ab Bd. 5 allein Sike | Trajecti ad Rh.: Halman; van de Water, 1697–1699 |
| 1694–1696                                         | Journal de Hambourg contenant divers mémoires curieux et utiles sur toute sorte de sujets | Französisch    | | Hambourg, 1.1694 – 4.1696 [?] |
| 1695–1713                                         | Thomae Crenii animadversiones philologicae et historicae: novas librorum editiones, praefationes, indices, nonullasque summorum aliquot virorum labeculas notatas excutientes […]; | Lateinisch     | Hrsg.: Thomas Crenius i. e. Thomas Theodor Crusius | Roterodami: Ruynen, 1695, Ps.1.1695 bis Lugduni Batavorum: Mijn, 1713, Ps. 18. |
| 1696–1703                                         | Des Französischen Helicons Monat-Früchte/ Oder getreue Ubersetzungen und Auszüge allerhand curiöser und auserlesener Französischen Schriften/ Von Staats- Welt- und Liebes-Händeln/ wie auch andern Moralischen/ Geographischen und dergleichen lesenswürdigen Materien / zu vergönnter Gemüths-Ergötzung überreichet im […] von Talandern                                                                                                 | Deutsch        | Talander i. e. August Bohse (1661–1742) | [Leipzig]: Johann Ludwig Gleditsch, 1696–1703 |
| 1697–1697                                         | Des Träumenden Pasquini kluger Staats-Phantasien Uber den jetzigen verwirreten Zustand der Welt: […] Erscheinung: Allen curieusen und Staats-verständigen Gemüthern zu fernerem Nachdencken zugeeignet und übergeben | Deutsch        | Philipp Balthasar Sinold genannt von Schütz (1657–1742) | Freyburg: Wahrmund, 1697, 1.–3. Erscheinung. 1699 fortgesetzt |
| 1697–1760                                         | Europäische Staats-Cantzley : darinnen zum Behuff der neuesten politischen-, Kirchen- und Reichshistorie was sowohl in Religions-Angelegenheiten merckwürdiges vorgefallen als in Staats- und Reichs-Geschäfften vor kurztem abgehandelt worden und zum Vorschein gekommen ist / in richtiger Ordnung vorgetragen und ohnparteyisch mitgetheilt von Anton Faber                                                                            | Deutsch        | Christian Leonhard Leucht | Frankfurt, M.; Leipzig; Nürnberg: Weber, 1.1697 – 115.1760 |
| 1698, 1708                                        | Das Courieuse Caffee-Haus zu Venedig: Darinnen die Mißbräuche und Eitelkeiten der Welt/ nebst Einmischung verschiedener so wol zum Staat als gemeinem Leben gehörige Merckwürdigkeiten/ vermittelst einiger ergötzlicher Assembléen von allerhand Personen/ vorgestellet/ Allen honetten und Tugendliebenden Gemüthern aber zu fernerem Nachsinnen übergeben worden                                                                        | Deutsch        | Philipp Balthasar Sinold von Schütz (1657–1742) | Freyburg [i. e. Leipzig]: Wahrmundt [i. e. Groschuff], 1698, fortgesetzt durch Das Neue und Curiöse Caffee-Hauß, vormahls in Italien, nunmehro aber in Teutschland, eröffnet, Teil: 2. Wasser Debauche: Das Neue und Curiöse Caffé-Hauß, Leipzig: Georgi, 1708. |
| 1698–1701                                         | Der Fliehende Passagier Durch Europa: Welcher die remarquablesten Staats- und Privat-Händel/ nebst einigen darüber geführten Raisonnements mittheilet | Deutsch        | Philipp Balthasar Sinold von Schütz (1657–1742) | Freystad; fingiert; [Leipzig]: [Gleditsch], 1. Promenade 1698, 10. Promenade 1701 |
| 1698–1709                                         | Monatlicher Staats-Spiegel : Worinnen alles Merckwürdige/ so in Europa vorgehet/ absonderlich die im Heil. Röm. Reich vorfaende Geschäfften […] Mit dazu gehörigen curiosen Beylagen […] zu sehen und anzutreffen ; Auf den Monat | Deutsch        | Stanislaus Reinhard Acxtelmeier (1649-) | Augspurg: Andreas Maschenbauer, Daniel Walder, Jakob Koppmayer 1698–1709, fortgeführt als Neu-eröffneter Welt- und Staatsspiegel (1709–1716) |
| 1698–1708                                         | Nova literaria Maris Balthici et Septentrionis | Lateinisch     | Jacob von Melle, Achilles Daniel Leopold, Caspar Heinrich Starck | Lubecae; Lipsiae: Stock; Lubecae: Venator u. a., 1698–1708, 1698, 1703: Lubecae: Böckmann |
| 1699–1703                                         | Aufgefangene Brieffe, welche zwischen etzlichen curieusen Personen über den jetzigen Zustand der Staats- und gelehrten Welt gewechselt worden | Deutsch        | Andreas Stübel (1653–1725) | Wahrenburg [d. i. Leipzig]: Freymund [d.i.Groschuff]; gezählt in 3 Ravagen von je 12 Pacqueten 1699–1703, Fortsetzung: Der neubestellte Agent (1704–1709) und Der mit allerhand Staats- Friedens- Kriegs- Hof- Literatur- und Religions- wie auch Privat-Affairen beschäfftigte Secretarius |
| 1699–1700                                         | Curieuses Reise-Journal: eines, welcher ohnlängst die Welt zu sehen angefangen, von alle dem was ihme so wohl von Staats- als andern Sachen wie auch von allerhand Schrifften und neuen Büchern auf seiner Reise tägl. remarquables u. curieuses vorfället; allen, welche d. Staatsklugheit lieben […] mitgetheilet | Deutsch        | | [S.l.] 1699/1700; damit Ersch. eingest. |
| 1699                                              | Die Lustige und denckwürdige Correspondence: welche Den thörichten Lauff der Welt und die seltzamen Intriguen der Menschen mit nachdrücklichen Vorstellungen eröffnet | Deutsch        | | Freyburg: Wahrmund; [Leipzig]: Friedrich Groschuff, 1699, 1. Staffetta – 3. Staffetta, fortgesetzt durch Pasquini geheime Brieff-Tasche (1708–1710) |
| 1699–1707                                         | Historische Remarques über neuesten Sachen in Europa des […] Jahres | Deutsch        | Peter A. Lehmann | anfangs: Hamburg: Reumann, dann Hamburg: Sennagel, 1699, 1 (3. Jan.)-52 (26. Dez.); 2. 1700,1 (2. Jan.) – 9.1707, 52 [?] |
| 1699–1709                                         | Joh. Sam. Adami, sonst Misanders, Deliciæ Evangelicæ, d. i. Vorrath solcher Realien welche zu den Sonn- u. Fest-Tags-Evangelien durchs ganze Jahr zugebrauchen | Deutsch        | Johann Samuel Adami | Dresden: Mieth; Leipzig, 1699 – Th. 13–14, 1709 |
| 1699–1703                                         | L' Esprit des cours de l'Europe où l'on voit tout ce qui s'y passe de plus important sur la politique, et en général ce qu'il y de plus rémarquable dans les nouvelles | Französisch    | Andreas Stübel (1653–1725) | Anfangs: La Haye: L'Honoré, danach Amsterdam : L'Auteur, 1699–1710, 1.1699 – 4.1701; 12.1705 – 19.1710 [?]. 5.1701 – 11.1704: Nouvelles des cours de l'Europe où l'on voit tout ce qui s'y passe de plus remarquable sur la politique, & l'Interêt des princes |
| 1699–1711                                         | The History of the Works of the Learned. Or, An Impartial Account of Books Lately Printed in all Parts of Europe. With a Particular Relation of the State of Learning in each Country. archive.org | Englisch       | Samuel Parker 1681–1730, George Ridpath, d. 1726, ed. | Monatlich. Vol. I (January, 1699.)-[vol. XIV.] (January, February, March, 1712) = Vol. I. [Numb. 1]-vol. XIV. Numb. 1., eingestellt Jan.-Jun. 1711. London [England]: printed for H[enry]. Rhodes, at the Star near Fleet-Bridge; J[ohn]. Harris, at the Harrow in Little-Britain; T[homas]. Bennet, at the Half-Moon in St. Paul’s Church-Yard; A[ndrew]. Bell, at the Cross-Keys in Cornhill; D[aniel]. Midwinter, and T[homas]. Leigh, at the Rose and Crown in St. Paul’s Church-Yard, 1699–1712. estc.bl.uk                                                                            |

## Gründungen 1700–1750
| Zeitraum             | Titel | Sprache        | Verantwortliche | Publikationsvermerke |
| -------------------- | --- | -------------- | --- | --- |
| 1700–1769            | Extract derer in der […] Woche eingelauffenen Nouvellen | Deutsch        | Beteiligt: Valentin Ernst Löscher | [Leipzig] 1700, 20. März – 1769, 52 (30. Dez.)[?], zeitgenössisch auch als Leipziger Zeitungs-Extract bekannt. Der genaue Titel wechselte. Bis 1711, 26. Dez.: Extract derer in der […] Woche eingelauffenen Nouvellen; 1712, 9. Jan – 1732, 26. Dez.: Extract derer in der […] Woche des […] Jahres eingelauffenen Nouvellen, anfangs mit Jahrestitel: Extract derer Nouvellen, Periodizität: wöchentlich, Anfangs erschien zum Abschluss eines Jahrgangs ein Jahrestitelblatt nebst inhaltlicher Jahreszusammenfassung und Jahresregister. Bibliographischer Zusammenhang: Beilage zu: Leipziger Post- und Ordinar-Zeitung, zu Leipziger Post-Zeitungen, zu Leipziger Zeitungen und zu Leipziger Extraordinar-Zeitung |
| 1700–1702            | Histoire de l'Académie Royale des Sciences: avec les mémoires de mathématique et de physique pour la même année; tirés des registres de cette Académie; Elektronische Ressource | Französisch    | Académie des Sciences | Paris u. a.: DuPont, 1700 (1761) – 1786 (1788) |
| 1700–1702            | Monathlicher Auszug aus allerhand neu-herausgegebenen nützlichen und artigen Büchern | Deutsch        | Johann Georg von Eckhart, Sekretär von Gottfried Wilhelm Leibniz | Hannover: Förster 1700 – 1702; damit Ersch. eingest. |
| 1700–1705            | Observationvm Selectarvm Ad Rem Literariam Spectantivm Tomvs […] | Lateinisch     | Christian Thomasius, Georg Ernst Stahl, Nikolaus Hieronymus Gundling, Burkhard Gotthelf Struve, Jacob Friedrich Reimmann und andere | Halæ Magdeburgicæ […] Prostat in Officina Libraria Rengeriana, 1700 |
| 1701–1701            | Curieuser politischer, historischer, geographischer, heraldischer und genealogischer Discurse uber die wöchentlich einlauffenden Nouvellen oder Neue Historie, […] Monat: welche also eingerichtet daß so wohl Gelehrte als Ungelehrte ihre Vergnügung darinne finden […] / verfertiget von Christian Weidlingen | Deutsch        | Christian Weidling | Leipzig: Heydler Nr. 1.1701 – 6.1701 [?], fortgesetzt als Neue Continuation curieuser politischer, historischer, geographischer, heraldischer und genealogischer Discurse über die wöchentlich einlauffenden Nouvellen (1702) |
| 1701–1705            | Geheime Brieffe, so zwischen curieusen Personen über notable Sachen der Staats- und gelehrten Welt gewechselt worden | Deutsch        | | Freystadt [i. e. Leipzig]: Hülssen, 1.1701 – 3.1703/04 (1705) [?] |
| 1701–1705            | Mémoires pour l'histoire des sciences et des beaux arts / recueuillis par l'ordre de S.A.S. Mr. le Duc du Maine | Französisch    | | Amsterdam : Lorme, 1.1701 – 9.1705 [?]. Auszug: L' esprit des journalistes de Trévoux |
| 1701–1705            | Memoirs for the curious: Or, An account of what occurrs that's rare, secret, extraordinary, prodigious or miraculous, through the world; whether in nature, art, learning, policy or religion. To be continued monthly, by means of a settled correspondence, with most known parts of the Earth. | Englisch       | | Vol. I. For the year 1701. Numb. I. London, 2 vols. |
|                      | |                | | |
| 1701–1715            | Nova literaria Helvetica / Collecta a Johanne Jacobo Scheuchzero | Lateinisch     | Johann Jacob Scheuchzer | Tiguri, 1701 (1702) – 1704 (1705); 1705/06 – 1713/14 (1715) |
| 1701–1702            | The Post Angel: Or, Universal Entertainment. Volumes 1-4 | Englisch       | | Vol. 1, January 1701 – June 1701; Vol. 2, November 1701 – December 1701; Vol. 3, January 1702 – June 1702; Vol. 4, July – August 1702 |
| 1701–1704            | Tweemaandelijke uittreksels / door W. Séwel | Niederländisch | Willem Sewel | Rotterdam : Bos, 1701–1704, Fortsetzung von: De Boekzaal van Europe (1692–1701), fortgesetzt durch De Boekzaal der geleerde werelt (1705–1708) und Maandelyksche uittreksels of boekzaal der geleerde waereld (1715–1802) |
| 1701–1719            | Unschuldige Nachrichten von alten und neuen theologischen Sachen, Büchern, Uhrkunden, Controversien, Veränderungen, Anmerckungen, Vorschläge u.d.g.: auff d. Jahr […] | Deutsch        | Valentin Ernst Löscher, Gottlob Zeibig, Johann Caspar Löscher, Hector Adrian Janson, David Scharf (1690–1739), Christoph Andreas Lossius, Zahn, Johann Matthaeus [?], Martin Grünwald (1664–1716) [?], Justus Christian Uthen, Johann Gottfried Rochau | Leipzig: Braun, 1701–1719, 1701: Wittenberg: Ludwig. Forts.: Fortgesetzte Sammlung von alten und neuen theologischen Sachen |
| 1702–1702            | A Pacquet from Parnassus: Or, a Collection of Papers | Englisch       | | |
| 1702–1702            | Der curieuse und politische Staats-Mercurius | Deutsch        | | [Halle], 1.1702 – 30.1707 [?] |
| 1702–1735            | Die europäische Fama, welche den gegenwärtigen Zustand der vornehmsten Höfe entdecket | Deutsch        | Philipp Balthasar Sinold von Schütz (1657–1742), Christian Stieff (1675–1751) | Leipzig: Gleditsch, Nr. 1.1702 – 360.1735, Fortsetzung: Die neue europäische Fama, welche den gegenwärtigen Zustand der vornehmsten Höfe entdecket |
| 1702–1702            | Neue Continuation curieuser politischer, historischer, geographischer, heraldischer und genealogischer Discurse über die wöchentlich einlauffenden Nouvellen | Deutsch        | | Leipzig Nr. 1.1702 – 6.1702(1703). Fortsetzung von Curieuser politischer, historischer, geographischer, heraldischer und genealogischer Discurse uber die wöchentlich einlauffenden Nouvellen oder Neue Historie (1701). |
| 1702–1704            | Volumen […] Deliciarum Juridicarum, Derer Uber das erleuterte Jus Civile, Publicum, Naturale Et Gentium, D. i. Römisch-Bürgerliche, Teutsche Reichs- Staats- auch Natürlich und Völcker-Recht […] zwölff Præsenten […] | Englisch       | | Leipzig: Hülße, 1702, Praesent 1 bis Praesent 5 1704 |
| 1703–1720            | Acta litteraria ex manuscriptis eruta atque collecta | Lateinisch     | Burkhard Gotthelf Struve | Jenae. Bd. 1.1703/13 = Fasc. 1-10; 2.1717/20 = Fasc. 1-8 [?]; 1.1703/13 ersch. auch als Monographie u.d.T: Struve, Burkhard G.: Collectanea manuscriptorum |
| 1703–1705            | Deliciarum Manipulus, das ist: Annehmliche und rare Discurse von mancherley nützlichen und curiosen Dingen | Deutsch        | | Dreßden u. Leipzig: Miethe, 1703–1704, 2 Theile. |
| 1703–1705            | Deliciae medicae et chirurgicae, oder curieuse Anmerckungen, darinnen sich diejenigen, welche Medicin und Chirurgie lieben, nützlich ergötzen können: nebst einem Anhange Chymischer Ergötzligkeiten in unterschiedlichen raren Processen | Deutsch        | | Leipzig: Hülse 1703–1705; 1.–10. Präsent. |
| 1703–1703            | Menses Reservati, Oder Monathliche Ubung Bey Neben Stunden Zur Erbauung und Gemüths-Ergötzung / Entworffen Von einigen Unter den Stillen in Lande | Deutsch        | | Leipzig: Fritsch, 1703, Offerte 1 – Offerte 1, 1703 (?) |
| 1703–1709            | Nova literaria Germaniae, collecta Hamburgi | Lateinisch     | Peter Ambrosius Lehmann, Godofredus Strasbur | Anfangs: Hamburgi: Schiller, dann Hamburgi : Gennagel, 1703–1706, ab 1707 mit leicht geändertem Titel als Nova literaria Germaniae, aliorumque Europae regnorum, collecta Hamburgi 5.1707 – 7.1709 [?]. |
| 1703–1711            | The Edinburgh Gazette | Englisch       | | No. 58 (Thursday 11 May 1710); No. 252 (Thursday 11 October 1711); No. 27 (Tuesday 14 July 1707); No. 429 (Monday 3 May 1703) |
| 1703–1714            | Vitae Clarissimorvm in re literaria Virorum: Das ist: Lebens-Beschreibung etlicher Hauptgelehrten Männer so von der Literatur profess gemacht; Worinnen Viel sonderbahre und notable Sachen/ so wohl von ihren Leben/ als geführten Studiis entdecket; Allen curieusen Gemüthern zu sonderbahren Nutzen und Vergnügen entworffen / Von Adolpho Clarmundo | Deutsch        | Initiator Johann Christoph Rüdiger, Beiträger: Engelbrecht von der Burg (1646–1719), Christian Gottlieb Ludwig | Wittenberg/ Verlegts Christian Gottlieb Ludwig, 1703, Drucker: Christian Gottlieb Ludwig, 11 Teile bis 1714, die der Reihe nach bis 1722 Neuauflagen durchlaufen |
| 1704–1713            | A Review of the Affairs of France Vol. II | English        | Daniel Defoe | 3-mal wöchentlich |
| 1704–1713            | Auserlesene Anmerckungen uber allerhand wichtige Materien und Schrifften | Deutsch        | Christian Thomasius, Nikolaus Hieronymus Gundling, Hoffmann, Jacob Friedrich Reimmann | Franckfurt; Leipzig: Renger 1.1704 – 5.1708 |
| 1704–1706            | Curieuse Bibliothec, oder, Fortsetzung der Monatlichen Unterredungen einige guten Freunde : von allerhand Büchern und andern annehmlichen Geschichten | Deutsch        | Wilhelm Ernst Tentzel (1659–1707) | Franckfurt; Leipzig: Stock, [1704–1706], Fortsetzung der Monatlichen Unterredungen einiger guten Freunde (1689–1698) |
| 1704–1709            | Der neubestellte Agent von Haus aus, mit allerhand curieusen Missiven, Brieffen, Memoralien, Staffeten, Correspondencen und Commissionen, nach Erforderung der heutigen Staats- und gelehrten Welt | Deutsch        | Andreas Stübel | Freyburg [i. e. Leipzig]: Wahrmund, 1704–1709, Fonction 1.1704/05 – 3.1708/09. Vorgänger: Aufgefangene Brieffe, welche zwischen etzlichen curieusen Personen über den ietzigen Zustand der Staats- und gelehrten Welt gewechselt worden 1699–1703, Fortsetzung: Der mit allerhand Staats- Friedens- Kriegs- Hof- Literatur- und Religions- wie auch Privat-Affairen beschäfftigte Secretarius und dessen der heutigen curiösen Welt zur galanten Wissenschafft ertheilete […] Expedition (1710–1719). |
| 1704–1704            | Gott-Freundes deliciae catecheticae oder Catechismus-Ergetzlichkeiten | Deutsch        | Georg Heinrich Goetze | Dreßden & Leipzig: Mieth, 1704, blieben ohne Fortsetzung |
| 1704–1773            | La clef du cabinet des princes de l'Europe ou recueil historique et politique sur les matières du temps: contenant aussi quelques nouvelles de littérature & autres remarques curieuses | Französisch    | | Luxembourg u. a.: Chevalier, 1.1704 – 113.1760; [114.] 1761 – [118.] 1763; 119.1763 – 138.1773, Juli. Fortsetzung: Journal historique et littéraire (1773–1794) |
| 1704–1704            | Quaestiones sabbathinae, oder curiöse juristische Fragen, auff rare casus eingerichtet; nebst derer genauen Untersuchung und deutlicher Beantwortung / hrsg. von T. | Deutsch        | | Leipzig: Hülße, 1. Theil 1704 – 10. Theil 1705 |
| 1705–1705            | A Legacy for the Ladies. Or, Characters of the Women of the Age | Englisch       | | |
| 1705–1707            | Bibliandri Deliciæ Ebræo-Homileticæ, Das ist: Ergetzligkeiten der Ebräischen Sprache: Auff der Cantzel zu gebrauchen, Worinnen der Ebräischen Wörter eigentliche und allgemeine Bedeutung, nebst Beyfügung, der neuen Hypotheseōs, Herrn Caspar Neumanns Auffgesuchet […], Daß auch diejenigen, so nicht studiret haben, zur Erkänntnüß der Ebr. Sprache gelangen, absonderlich aber angehende Prediger und Studiosi Theologiæ, sich dieses Werckes, statt eines Lexici Ebræo-Homiletici, bedienen können. Und des Autoris Vorbericht, von dem gantzen Werck / Mit nützlichen Registern versehen, samt einer Vorrede Hn. D. Johann David Schwerdtners, Superintend. zu Pirna | Deutsch        | David Heermann (1655–1720), Johann David Schwertner (1658–1711), Kaspar Neumann (1648–1715) | Dreßden und Leipzig, Verlegts Johann Christoph Mieth, 1705–1707 |
| 1705–1707            | Bibliotheca antiqua publicata Jenae Anno 1705 | Lateinisch     | Burkhard Gotthelf Struve | [Jena]: Bielckius, Januar 1705 bis März 1707, fortgeführt als Thesaurus variae eruditionis ex scriptoribus potissimum seculi XVI et XVII / collectus, curante Burcardo Gotth. Struvio |
| 1705–1708            | De Boekzaal der geleerde werelt | Niederländisch | | Amsterdam, 1705–1708, Fortsetzung von: De Boekzaal van Europe (1692–1701) und Tweemaandelijke uittreksels (1701–1704), Fortgesetzt durch und Maandelyksche uittreksels of boekzaal der geleerde waereld (1715–1802) |
| 1705–1712            | Des entzückten Marforio in die Welt gethane Reisen. [Probe 3, 4, 6, 7, 10: Des entzückten Marforio in die Welt gethaner Reisen. Probe 5, 8: Des entzückten Marforio in die Welt gethaner Traum-Reisen.]. Von Friedlieb Kriegfeinden | Deutsch        | Friedlieb Kriegfeind | Klagenfurth, 1705. Proben 1.1705 – 12.1711. |
| 1705–1706            | Menses pietistici: die Tieffe des Sathans Sathans in dem Hermetisch-Zoroastrisch-Pythagorisch-Platonisch-Cabalistischen Christenthum der Pietisten insonderheit eines Stargardischen Theologastri aus deßen Einleitung zur gründl. Kirchen-Historie, Ihn zur Beßerung andern zur Warnung vorstellend; erster Monath in welchen die Tieffe des Sathans in den heydnischen Christenthum der Pietisten gezeiget wird | Deutsch        | Christian Friedrich Bücher (1651–1714) | 1. Monath 1705 – 12. Monath 1706. |
| 1706–1707            | D. Nicol. Hieronymi Gundlings P.P. Otia | Deutsch        | Nicolaus Hieronymus Gundling (1671–1729) | Franckf. und Leipzig/ Zufinden in der Rengerischen Buchhandlung, 1706–1707. |
| 1706–1709            | Der Hinten und forn wohlgepuckelter Hinckende Staats-Bote : ein Frantzmann Hält ein Gespräch mit seinem Cousin, Mons. de la Kohlenbrenner | Deutsch        | | [S.l.], 1. – 86. Reise, 1707–1709 |
| 1706–1711            | Der Welt Urtheile von den gegenwärtigen Staats-, Kriegs-, gelehrten und gemeinen Sachen schertz- und ernsthafft ausgeführet | Deutsch        | | Leipzig u. a.: 1.1706 – 20.1711 nachgewiesen gso.gbv.de |
| 1707–1738            | Bibliotheque choisie, pour servir de suite a la Bibliotheque Universelle | Französisch    | Jean Leclerc | Amsterdam: Henri Schelte (1707–1738), Fortsetzung der diskontinuierlich erschienenen Bibliothèque universelle et historique (1686–1718), Fortgesetzt durch die Bibliothèque ancienne et moderne: pour servir de suite aux Bibliothèques universelle et choisie (1714–1730) |
| 1707–1710            | Einleitung zur heutigen Historie aus denen täglich einlauffenden Zeitungen | Deutsch        | „Herr Professor Ludewig“ | Leipzig : Fritsch, 1.1707 – 30.1710 |
| 1707–1709            | Fama Academica Intimans Disputationes In Academiis Germanicis Ac Quibusdam Exteris Habitas | Deutsch        | „Herr Professor Ludewig“ | Lipsiae : Theophil Georgi, in anderen Bibliothekskatalogen: Burgkmann, Tuba prima 1707, decima quarta 1709, fortgesetzt durch Die gelehrte Fama (1711–1718) |
| 1707–1714            | Joachim Langens/ Pastoris und des Fried. Gymnasii in Berlin Directoris, Auffrichtige Nachricht Von der Unrichtigkeit Der so genanten Unschuldigen Nachrichten/ Zur waren Unterscheidung Der Orthodoxie und Pseudorthodoxie: aus unpartheyischer Prüfung Nach der Warheit und Liebe mitgetheilet | Deutsch        | Joachim Lange | Die Angaben zur Publikation wie zur genauen Titelformulierung variieren. Man findet: „Leipzig; Halle, S.: Zeitler, 1707–1714“, genauso wie „Leipzig/ Verlegts Johann Heinichens Wittwe, 1707–1714“ und ebenso Hinweise auf „1701–1709: Leipzig: Heinichen“. |
| 1707–1710            | M. Joh. Samuels Adami, sonst Misanders, Deliciae Passionales Oder Paßions-Ergetzlichkeiten: Worinnen der Griechische Text wohl untersuchet […] und Nach Ordnung Der Vier Evangelisten eingerichtet worden | Deutsch        | Johann Samuel Adami | Hamburg: Heyl u. Liebezeit, 1707, Theil 5, 1710 |
| 1707–1708            | The Muses Mercury; Or, the Monthly Miscellany | Englisch       | | Volume 1, No. 1, 3, 6 (1707); Volume 2, No. 1 (1708) |
| 1708–1711            | Ausführlicher Bericht von allerhand neuen Büchern und andern Dingen so zur heutigen Historie der Gelehrsamkeit gehörig | Deutsch        | Christoph Woltereck, Johann Gottlieb Krause, Justus Gotthard Rabener | Frankfurt; Leipzig: Stock 1.1708 – 13.1711 |
| 1708–1710            | Bibliothèque critique ou recüeil de diverses pieces critiques dont la plûpart ne sont point imprimées ou ne se trouvent que très difficilement / publ. par Mr. de Sainjore | Französisch    | Richard Simon | Amsterdam u. a.: De Lormes, 1.1708 – 4.1710 [?]; Fortsetzung Nouvelle bibliothèque choisie (1714) |
| 1708–1708            | Censura Temporum. The Good or Ill Tendencies of Books, Sermons, Pamphlets &c. Impartialy Considered in a Dialogue Between Eubulus and Sophronius. | Englisch       | | |
| 1708–1708            | Discurs Curiöser Sachen, Insonderheit Hermetischer, Philosophischer, Physicalischer, Medicinischer und anderer Wissenschafften / Im Monath Januario, 1708. Heraus gegeben Von Joh. Godofr. Meerheim, Eq. Au. Cr. | Deutsch        | Johannes Godofredus Meerheim | Leipzig: Johann Jakob Fritsch, 1708, Nur in den Januar, Februar, März und April Nummern erschienen. |
| 1708–1708            | Ephemeris s. patrum | Lateinisch     | „Der Verfertiger ist der Herr Koch in Flensburg“ | Flensburgi: Joh. Christ. Schumann, 1708 |
| 1708–1710            | Geheime Brief-Tasche: Darinnen verschiedene Zwischen Ihme und einigen Thieren Gewechselte Denckwürdige Schreiben Von dem Zustande der Welt zu befinden | Deutsch        | | Astura [i. e. Leipzig], 1. und 2. Eröffnung 1708, fortgeführt bis 1710 zuletzt unter dem Titel Pasquini Zu dreyenmahlen geöffnete Geheime Brief-Tasche : darinnen verschiedene Zwischen Ihme und einigen Thieren, Als dem Löwen, Reit-Pferd […] Gewechselte denckwürdige Schreiben von Dem Zustande der Welt zu befinden |
| 1708–1723            | Lebens-Beschreibungen Der Biblischen Scribenten | Deutsch        | Georg Serpilius (1668–1723) | Leipzig: Seidel, 1708–1725 |
| 1708–1710            | Richtige Harmonia Oder Ubereinstimmung Hundert solcher Sprüche und Oerter, welche in H. Schrifft vorkommen, und einander scheinen zuwider zu lauffen […] / außgefertiget von Bibliandern | Deutsch        | David Heermann | 1708–1710 |
| 1708–1711            | The British Apollo, or, Curious amusements for the ingenious books.google.com | English        | | London, 13. Febr. 1708 bis 11. Mai 1711, eingegangen unter Konkurrenz des Spectator |
| 1709–1716 [?]        | Electa iuris publici worinnen die vornehmsten Staatsaffairen in Europa, besonders in Teutschland, aus bewährtesten Actis publicis, mit Beyfügung der Schreiben, Memoralien, Conclusorum, Informationen, Responsorum, Kriegs- und Friedens-Sachen […] recensiret werden, sammt einigen Anm. | Deutsch        | Georg Melchuro von Ludolf und Johann Joachim Müller | [Jena]: Officina Publica, erster Bd. 1709. |
| 1709–1710            | Neue Bibliothec oder Nachricht und Urtheile von neuen Büchern und allerhand zur Gelehrsamkeit dienenden Sachen | Deutsch        | Begonnen von Gvilielmo Turckius, von Nr. 12–40 fortgeführt von Nikolaus Hieronymus Gundling, danach bis 1716 von Mag. Peter Adolf Boysen | Franckfurt; Leipzig: Renger St. 1.1709 – 100.1721; damit Ersch. eingest. |
| 1709–1716            | Neu-eröffneter Welt- und Staatsspiegel: worinnen die in Europa, wie auch denen andern Theilen der Welt, vornehmlich aber in Teutschland vorfallende merckwürdigen Begebenheiten kürtzlich vorgestellet […] wird | Deutsch        | Johann Ehrenfried Zschackwitz | Haag, 1.1709 – 100.1716; damit Ersch. eingest, Fortführung von Monatlicher Staats-Spiegel (1698–1709) |
| 1709–1716            | Nova Librorvm Rariorvm Conlectio, Qvi Vel Integri Inservntvr Vel Adcvrate Recensentvr | Lateinisch     | Heinrich August Groschuff Hrsg.: Gottfried Tilgner | Halis Magdeburg.: Johann Gottfried Renger, 1709–1716, Fortsetzung: Nova Variorum Scriptorum Conlectio, Tam Editorum Quam Ineditorum Rariorum Etiam, Et Recens Elaboratorum, Quae Omnia Integra Dantur. 1716–1717 |
| 1709–1710            | The Female Tatler. By Mrs. Crackenthorpe, a Lady that Knows Every Thing | Englisch       | | |
| 1709–1711            | The Ladies Diary: Or, the Womens Almanack | Englisch       | | |
| 1709–1711            | The Tatler | Englisch       | Joseph Addison, Richard Steele | 3-mal wöchentlich, No. 1 (12. April 1709) – No. 330 (19 May 1711) |
| 1710–1718            | Deliciæ Græco-Homileticæ, Das ist: Biblische Ergötzlichkeiten der Griechischen Sprache : auff der Cantzel zugebrauchen, Worinnen der Griechischen Wörter eigentliche und allgemeine Bedeutung auffgesuchet/ derer Nachdruck gewiesen/ und aus denen berühmtesten Autoribus Wie auch aus eigenen Anmerkungen zusammen getragen/ und Nebst einer kurtzen Vorrede ausgefertiget / von M. Georgio Laurentio, Past. in Wölckau | Deutsch        | Georg Laurentius | Dreßden; Leipzig: Mieth, 1710–1718 |
| 1710–1719            | Der mit allerhand Staats- Friedens- Kriegs- Hof- Literatur- und Religions- wie auch Privat-Affairen beschäfftigte Secretarius und dessen der heutigen curiösen Welt zur galanten Wissenschafft ertheilete […] Expedition. | Deutsch        | | Freyburg: Gronovius 1.1710 – 48.1719, Fortsetzung des Agenten von 1704–1709 und damit von: Aufgefangene Brieffe, welche zwischen etzlichen curieusen Personen über den ietzigen Zustand der Staats- und gelehrten Welt gewechselt worden 1699–1703. |
| 1710–1715            | Der Thaler-Collection Erste Abtheilung, Enthaltend In Sechs Scatolen Auf 36. Tabellen Hundert und Acht Stück allerhand Species Reichs-Thaler: Nebst Derselben deutlichen Erklärung | Deutsch        | Peter Ambrosius Lehmann (1663–1729) | Hamburg, bey Christian Liebezeit, 1710, erschienen in 6 Scatolen. |
| 1710–1740            | Giornale de'letterati d'Italia | Italienisch    | | Venezia, 1.1710 – 40.1740, 1733 – 1738 nicht erschienen. Fortsetzung: Nuovo giornale de'letterati d'Italia (1773–1790) |
| 1710–1715            | Historischer Schauplatz Vornehmer und berühmter Staats- und Rechts-Gelehrten/ : Darinnen Viele denckwürdige und sonderbahre Sachen von ihrem geführten Leben und Verrichtungen/ heraus gegebenen Schrifften/ Glücks- und Unglücks-Fällen/ und andern nachdencklichen Begebenheiten vorgestellet werden […] | Deutsch        | Bibliothekskataloge notieren als „mutmaßliche Verfasser“ Peter Dahlmann und Rühlmann | Franckfurt und Leipzig/ Verlegst Joh. Michael Rüdiger, 1710–1715 |
| 1710–1715            | Memoirs of literature: containing a weekly account of the state of learning, both at home and abroad | Englisch       | Michel de La Roche | London 1710–1715. Fortgesetzt als New memoirs of literature: Containing an Account of new books printed both at Home and Abroad, with dissertations, etc. London, 1725-27. |
| 1710–1717            | Neuer Bücher-Saal der gelehrten Welt oder Ausführliche Nachrichten von allerhand neuen Büchern und andern Sachen, so zur neuesten Historie der Gelehrsamkeit gehören | Deutsch        | Angefangen und bis auf die 25. Öffnung (3. Jahr) von durch Johann Gottlieb Krause allein geführt. Danach bis zur 33 Öffnung von Johann Georg Walch (1693–1775) übernommen, jedoch von verschiedenen Verfassern bestückt.                               | Leipzig: Gleditsch, 1.1710/11 – 5.1715/17 = Öffnung 1-60 [?] |
| 1710–1710            | Neuer Vorrath allerhand außerlesener Bücher und anderer Sachen, so zur Kirchen- u. Literar-Historie gehörig | Deutsch        | | Frankfurt u. a.: Rußworm, 1710 |
| 1710–1710            | Republyk der geleerden, of kort begryp van Europas letternieuws voor den kunst en letterminnaren | Niederländisch | | Amsterdam, 1.1710 – 128.1774 [?], Titel teils auch: Republyk der geleerden of Boezaal van Europa |
| 1710–1711            | The Visions of Sir Heister Ryley: With Other Entertainments | Englisch       | | |
| 1710–1714            | The Examiner | Englisch       | | Vol. 1, No. 1-52 (Thursday 3 August 1710 ? Thursday 26 July 1711); Vol. 2, No. 1-47 (Thursday 6 December 1711 ? Thursday 23 October 1712); Vol. 3, No. 1-50 (Thursday 30 October 1712 ? Friday 16 May 1713); Vol. 4, No. 1-50 (Monday 18 May 1713 ? Friday 27 November 1713); Vol. 5, No. 1-50 (Monday 30 November 1713 ? Friday 21 May 1714); Vol. 6, No. 1-19 (Monday 24 May 1714 ? Monday 26 July 1714) |
| 1710–1711            | The Tory Tatler | Englisch       | | No. 1 (27 November 1710) – No. 16 (3 January 1711) |
| 1710–1711            | The Visions of Sir Heister Ryley: With Other Entertainments | Englisch       | | No. 3 (Friday 25 August 1710) – No. 80 (Wednesday 21 February 1711) |
| 1711–1722            | Curieuses Bücher-Cabinet | Deutsch        | Antonio Paullini (Johann Jacob Schmauß), Magister Wagner in Halle | Eingang 1.1711-56.1720 |
| 1711–1714            | Das Neueste von historisch- und politischen Sachen, bestehend in unterschiedenen Urtheilen über die jetzigen Staats-, Kriegs- und andere Affairen, schertz- und ernsthafft ausgeführet |                | | Frankfurt, M., 1.1711 – 24.1714 [?] |
| 1711–1711            | Deliciae Epostolicae |                | | Drei Theile 1711, der vierte wurde noch 1716 erwartet. |
| 1711–1718            | Die Gelehrte Fama, welche den gegenwärtigen Zustand der gelehrten Welt und sonderlich derer deutschen Universitäten entdecket | Deutsch        | Karl Friedrich Pezold „Magister Klos und der Herr Licent. Usleber“ | Leipzig: Georgi, Nr. 1.1711 – 67/68.[1718?], Fortsetzung der Fama Academica (1707–1709). |
| 1711–1712 1726–1726  | Le Misantrope: pour l'année […] | Französisch    | Justus van Effen | La Haye: Johnson, 1.1711 – 2.1712; Neue Serie: 1.1726 – 2.1726 |
| 1711–1712            | Schwedische Fama welche den Zustand Ihro Königl. Majestät Caroli XII. auß glaubwürdiger Nachricht kund machet | Deutsch        | Johann Ehrenfried Zschackwitz | [Jena]; Tl. 1-12 |
| 1711–1715            | Theophili Amelii […] Erörterung Der dunckelsten und schwersten Schrifft-Stellen im N. Testament, In welcher 1. Nach gründlicher Untersuchung der H. Grund-Sprache, 2. Genaue Aufmercksamkeit auf die Verknüpffung der Heil. Schrifft, 3. Bescheidentliche Verbesserung der Ubersetzung Lutheri, 4. Fleißiges Nachlesen […] Viele bißhero unbekannte Göttliche Wahrheiten […] entworffen und geöffnet werden | Deutsch        | Peter Zorn | Köln: Pierre Marteau, 1711–1715, 1725–1728. |
| 1711–1712, 1714      | The Spectator | Englisch       | Joseph Addison, Richard Steele | 1711–1712 täglich, 1714 3-mal wöchentlich |
| 1710–1710            | Vernünfftige Urtheile von Gelehrten Leuten, und sowohl Alten als Neuen Büchern: Ingleichen von verschiedenen Anmerckungen In Historia Litteraria, Ecclesiastica, Profana, […] Welchen beygefüget Excerpta aus Isaaci Casauboni und Gabriel. Naudæi Epistolis, und etliche rare Bücher | Deutsch        | Johann Christoph Rüdiger | Franckfurt, In Verlag Rudolph Danckwehrts, 1710, 6 Teile |
| 1712–1722            | Academiae Caesareo-Leopoldinae Natvrae Cvriosorvm ephemerides: sive observationvm medico-physicarvm a celeberrimis viris tum medicis, tum aliis eruditis in Germania et extra eam communicatarum centvria | Lateinisch     | Körperschaft: Sacri Romani Imperii Academia Caesareo-Leopoldina Naturae Curiosorum | Augustae Vindelicorum: Kühtz, 1712–1722, anfangs: Francofurti; Lipsiae; Norimbergae: Riegel. Fortsetzung der Miscellanea Curiosa Medico-Physica Academiae Naturae Curiosorum (1670–1706). |
| 1712–1717            | Christiani Rungii, Gymn. Magd. Vrat. Coll. Miscellanea Literaria, De Qvibusdam ineditis Historiæ Silesiacæ Scriptoribus ac Operibus | Lateinisch     | Christian Identity Runge | Olsnæ: Straubelius, i. e. Johann Gottlieb Straubel, Specimen I, 1712 – Specimen IV, 1717 |
| 1712–1722            | Observationes miscellaneae, oder vermischte Gedancken über allerhand theologische, politische, historische, auch andere zur Antiquität und Ausführung der Historie der Gelehrsamkeit dienende curieuse Materien nebst unterschiedenen nöthigen Zusätzen | Deutsch        | Johann Christoph Koch | Leipzig: Groß, T. 1.1712/13 (1713) – 3.1715/17 (1717) = Theil 1-36 [?] |
| 1712, 1723           | The Flying Post; Or, The Post-Master | Englisch       | | |
| 1712–1712            | A New Almanack for the Year from the Nativity of our Lord and Saviour Jesus Christ, 1712. By George Rose, Mathematician | Englisch       | | |
| 1712–1712            | A New Almanack for the Year of Our Lord God, 1712 | Englisch       | | |
| 1712–1712            | A Prognostication for the Year of our Lord God 1712. By John Wing, Math | Englisch       | | |
| 1712–1712            | A Prognostication for this Present Year of Our Lord God, 1712. By John | Englisch       | | |
| 1712–1712            | Culpepper Revived. Being an Almanack for the Year of our Blessed Saviour's Incarnation 1712. By Nathaniel Culpepper | Englisch       | | |
| 1712–1712            | Geheimes Cabinet, darinnen allerhand Staats- & Liebesintriguen […] vornehmer Minister […] vorgestellt werden / von Philistorion | Deutsch        | Philistorion (pseud.) | Leipzig: Lanckisch, 1.1712 – 8.1713 |
| 1712–1712            | Speculum Uranicum: Or, an Almanack and Prognostications for the Year of our Lord God 1712 | Englisch       | | |
| 1712–1712            | The Plain Dealer | Englisch       | | |
| 1712–1713            | The Guardian | Englisch       | | 3-mal wöchentlich |
| 1712–1739            | Deutsche Acta Eruditorum | Deutsch        | Hauptverfasser 1712–1719: Justus Gotthard Rabener, Johann Christian Schöttgen und Johann Georg Walch. Ab 1719 Christian Gottlieb Jöcher | Leipzig: Gleditsch 1.1712 – 20.1739 = Nr. 1-240, Fortgesetzt als Zuverlässige Nachrichten von dem gegenwärtigen Zustande, Veränderung und Wachsthum der Wissenschaften (1740–1757). |
| 1712–1739            | Der Vernünfftler. Teutscher Auszug aus den Engelländischen Moral-Schriften Des Tatler und Spectator | Deutsch        | Johann Mattheson | |
| 1712–1718            | Histoire critique de la république des lettres, tant ancienne que moderne | Französisch    | Samuel Masson (1689–1739) | Amsterdam: Desbordes, 1712–1718, Utrecht: Poolsum, 1712–1718 |
| 1713–1713            | Deliciae poenitentiales od. Buss-Ergetzlichkeiten: bestehende in 103 Sprüchen Heiliger göttlicher Schrifft […] | Deutsch        | Johann Samuel Adami | Hamburg: Samuel Heyl, 1713, waren als Fortsetzungswerk geplant, erschienen jedoch nur in diesem Band. |
| 1713–1713            | Der Benderisch-Türckischen Fama, Vollständige, Unpartheyische und Historische Relation, Was Se. Königl. Majest. von Schweden seit Dero Aufenthalt in Bender vor eine Art des Landes, Humeur der Inwohner, Anordnungen im Gottesdienst, und Staat am Hofe zu Constantinopel in der Türkey gefunden | Deutsch        | | Hamburg: Samuel Heyl, 1713, erschien in 4 „Communicationen“ und wurde von den Curieusen Nachrichten vernichtend beurteilt. |
| 1713–1713            | Deutliche Erklärung der heiligen Schrift aus der emphasi oder Macht der Grund-Sprache : Vorstellung […] | Deutsch        | Johann Wilhelm Zierold | Leipzig: Braun, 1.1713, 6.1714, 12.1715, 14.1716, 17.1717. |
| 1713–1715            | Die in vorigen und itzigen Seculo sich ereigenden Staats-Paradoxa und begangenen Staats-Fehler mit Historischer Feder untersuchet | Deutsch        | Johann Ehrenfried Zschackwitz (1669–1744) | Freystadt, 1.1713 – 3.1715 [?] |
| 1713–1715, 1718–1720 | Pax, Pax, Pax, Or a Pacifick Post Boy | Englisch       | | No. 2807 (Thurs 7 May 1713) – No. 2813 (Thurs 21 May 1713); No. 2819 (Tues 4 June 1713) – 1820 (Sat 6 June 1713); No. 2822 (Thurs 11 June 1713) – 2823 (Saturday 13 June 1713); No. 2959 (Tues 27 April 1714); No. 2978 (Thurs 10 June 1714); No. 3012 (Saturday 28 August 1714); No. 4067 (Thurs 25 August 1715); No. 4483 (Tues 22 April 1718) ; No. 4489 (Tues 6 May 1718); No. 4754 (Thurs 14 January 1719); 4758 (Sat 23 January 1719) – 4759 (Tues 26 January 1719); 4882 (Tues 8 November 1720) – 4883 (Thurs 10 November 1720) |
| 1713–1716            | Der unpartheyische Bibliothecarius welcher die Urtheile derer Gelehrten von Gelehrten und ihren Schrifften auffrichtig entdecket | Deutsch        | J. H. Kloß | Leipzig: Kloßen, 1.1713 – 13.1714 (?), im selben Verlag fortgeführt von Johann Gottlieb Krause, Umständliche Bücher-Historie, Oder Nachrichten und Urtheile von allerhand alten und neuen Schriftstellern |
| 1713–1737            | Journal litéraire | Französisch    | J. H. Kloß | La Haye, 1.1713 – 24.1737; damit Ersch. eingest. |
| 1713–1716            | Neu-eröffnetes Museum oder allerhand dienliche Anmerckungen [Aus der Theologia Casuali, Morali und Curiosa, Kirchen-Historie etc., Historia Civili, Jure Publico, Oratorie, Poësie und andern zur Gelehrsamkeit dienenden Sachen etc.] nebst unpassionirter Reflexion über unterschiedene Programmata berühmter Rectorum | Deutsch        | | Leipzig: (Jo. Heinichen), 1714–1719 |
| 1713–1713            | The British Merchant; Or, Commerce Preserv'd: In Answer to the Mercator, or Commerce Retriev'd | Englisch       | | |
| 1713–1714            | Schlüßel zur heutigen Historie, wodurch von allen merckwürdigen Staats-Kriegs- und Friedens-Begebenheiten europäischer Höffe exacte Relation ertheilt wird | Deutsch        | Johann Ehrenfried Zschackwitz (1669–1744) | Ohne Duckortangabe. 1. Quartal 1-4, 1713; 2. Quartal 1-4, 1714; 1715, fortgeführt als Jetziger Zustand Europae, wodurch die vornehmsten zur heutigen Historie dienliche Memoiren ertheilet werden |
| 1713–1713            | The Lay Monk | Englisch       | | |
| 1713–1714            | The Lay-Monastery Consisting of Essays, Discourse, &tc. Published Singly under the Title of the Lay-Monk. Being the Sequel of the Spectators. The Second Edition. | Englisch       | | No. 1-40 (Monday November 16 1713 – Monday February 15 1714) |
| 1713–1732            | Vergnügung müßiger Stunden oder allerhand nützliche zur heutigen galanten Gelehrsamkeit dienende Anmerckungen | Deutsch        | Thomas Theodor Crusius | Leipzig : Rohrbach, T. 1.1713 – 20.1732 |
| 1713–1718            | Vitae Et Scripta Magnorvm Jvris Consvltorvm : Das ist: vollständige Leben und Schrifften Grosser Juristen; Aus gewissen Nachrichten nach ihren vornehmsten Denckwürdigkeiten und notablesten Sachen auffrichtig beschrieben / Von Clavdio Sincero | Deutsch        | Peter Dahlmann | Wittenberg, Bey Christian Gottlieb Ludwigen, Erster Tomvs 1713, Zweiter Tomvs 1713, Dritter Tomvs 1718 |
| 1714–1717            | Aufrichtige und unpartheyische Gedanken über die Journale, Extracte und Monats-Schrifften | Deutsch        | Jakob Wilhelm Feuerlein, Christian Gottfried Hoffmann. | Freiburg u. a., 1 Stück, 1714, 24. Stück 1717, Index 1/12 in: 12.1715; Index 13/24 in 24.1717. Digitalisat 1715 Digitalisat 1717 |
| 1714–1717            | Der meditirende, und inventieuse Eclecticus: Welcher Seine Philosophische, und Philologische, wie auch Juristische Remarques, und neue Erfindungen zu fernerem Nachsinnen und Unterricht der gelehrten Welt communiciret | Deutsch        | Adam Friedrich Glafey (1692–1753) | Jena : Gollner, 1714, Theile 1-5 danach nicht fortgesetzt. |
| 1714–1714            | Der Raisonnierende Juriste, welcher seine raisonnements aus denen Regeln der Klugheit und dem vernünfftigen Rechte, wie auch denen römischen und teutschen Antiquitäten über die Stücke der Rechtsgelehrsamkeit ergehen lässet | Deutsch        | Adam Friedrich Glafey (1692–1753) | Jena: Nr. 1.1714 – 3.1714 |
| 1714–1730            | Bibliothèque ancienne et moderne: pour servir de suite aux Bibliothèques universelle et choisie / par Jean Leclerc | Französisch    | Jean Leclerc | La Haye: Husson, 1714–1730, teils: Amsterdam: Mortier, 1.1714 – 28.1727; 29.1730. Fortsetzung der diskontinuierlich erschienenen Bibliothèque universelle et historique (1686–1693 / 1713 / 1718), und der an sie angeschlossenen Bibliotheque choisie, pour servir de suite a la Bibliotheque Universelle (1707–1738) |
| 1714–1717            | Entdecktes Staats-Cabinet: darinnen so wohl das jus publicum, feudale u. ecclesiasticum, nebst d. Ceremoniel- u. Curialien-Wesen, als auch d. Kirchen- u. polit. Historie, samt d. Genealogie u. Literatur […] mit beygefügten Diplomatibus illustriret wird / von Johann Joachim Müllern | Deutsch        | Johann Volkmar Müller; Johann Joachim Müller | Jena : Pohl, Eröffnung 1.1714 – 8.1717; 1738 neu aufgelegt: Fortsetzung des Hochfürstl.-Sachsen-Weimarischen Raths und gemeinschafftlichen Archivarii Johann Joachim Müllers Entdeckten Staats-Cabinets (1738) |
| 1714–1717            | Erbaulicher Zeit-Vertreib Gott-ergebener Seelen | Deutsch        | Johann Andreas Roth | Leipzig : Johann Christian Martini, 1714 |
| 1714–1724            | Nouveau Mercure galant | Französisch    | | Fortsetzung des Mercure Galant und fortgesetzt als Mercure de France (1724-1825) |
| 1714–1724            | Monumentorum ineditorum variisque linguis conscriptorum, historiam inprimis, genealogias medii aevi, et rem litterariam illustrantium fasciculi XII, singulis trimestribus hactenus / publicati e Museo Joachimi Friderici Felleri | Lateinisch     | Joachim Friedrich Feller (1673–1726) | Jenæ, apud Jo. Felicem Bielckium (Johann Felix Bielcke), 1. Trimester 1714 – 12. Trimester 1718 |
| 1714–1714            | Nouvelle bibliothèque choisie, où l'on fait connaître les bons livres en divers genres de littérature, & l'usage qu'on en doit faire | Französisch    | Nicolas Barat | Amsterdam : Mortier, 1.1714 – 2.1714 [?]; Fortsetzung der Bibliothèque critique (1708–1710) |
| 1714–1714            | The Controller, Being a Sequel to the Examiner | Englisch       | | |
| 1714–1744            | Theophili Alethaei gründliche Erleuterung der dunckelen Oerter und Steine des Anstossens A. u. N. Testaments: nebst e. ausführl. Bericht von denen Commentariis u. Auslegern d. heiligen Schrifft. – Leipzig 1.1714 – 96.1744 [?] | Deutsch        | 1716 fortgeführt von Mag. Laurenz Müller | |
| 1714–1714            | The Reader | Englisch       | | |
| 1714–1714            | Vitae virorum ex quavis facultate clarissimorum: Das ist: Lebens-Beschreibungen Etlicher vortrefflich-Gelehrter Männer in mancherley Wissenschafften; Darinnen Unterschiedene Particularia so wohl von ihren Leben, als Schrifften, dem geneigten Leser getreulich communiciret werden / Von Dan. Friedr. Pönmannen | Deutsch        | Daniel Friedrich Poenmann | Wittenberg: Christian Gottlieb Ludwig, 1714, die Continuation wurden noch 1716 erwartet |
| 1715–1726            | Acta philosophorum, Das ist, Gründliche Nachrichten aus der Historia Philosophica, Nebst beygefügten Urtheilen aus denen dahin gehörigen alten und neuen Büchern | Deutsch        | Christoph August Heumann | Halle: Renger 1.1715 – 18.1726 |
| 1715–1726            | Das Neueste aus der gelehrten Welt | Deutsch        | „Magister Schramm“ | Frankfurt, M.: Zunners Erben: Jung, 1715,1-36 [?] |
| 1715–1727            | Remarquable Curiosa | Deutsch        | Johann Gottfried Gregorii | Erfurt: Johann Michael Funcke, etliche Abbildungen mit Trachtendarstellungen nach Alain Manesson Mallet, 205 Lieferungen mit je 32 Seiten, Auflagenhöhe ca. 1000 Exemplare (um 1720) |
| 1715–1742            | Der schnelle Postillon : einholend und mitbringend den Kern und Auszug neuer Zeitungen | Deutsch        | „Magister Schramm“ | Nürnberg: Lochner, 1715–1742, Periodizität: wöchentl. |
| 1715–1726            | Deutsche acta litteraria, oder Geschichte der Gelehrten, worinnen der Zustand der alten und neuen Litteratur enthalten | Deutsch        | „Magister Schramm“ | Leipzig: Fleischer Th. 1.1715 – 3.1715 |
| 1715–1715            | Die in ihre Beeten ordentlich versetzte Pflantzen, oder Einleitung in das Artificium excerpendi M. J. B. M. durch würckliche Sammlung allerhand merckwürdiger Sachen aus guten Büchern zum nützlichen Gebrauch unter ihre Titul und Stellen, wie solche im besagten Tractat angewiesen werden | Deutsch        | | Leipzig, 1715, nur im ersten „Pensum“ erschienen. |
| 1715–1715            | Freiwilliger Hebopfer von allerhand in die Theologie lauffenden Materien | Deutsch        | | Berlin : Rüdiger, 1.1715 – 48.1715; damit Ersch. eingest. |
| 1715–1716            | Grapilleur historique oder historischer Nachleser der wöchentlich einlauffenden allerneust- und merckwürdigsten Zeitungen | Deutsch        | | Augspurg: Maschenbauer, 1.1715 – 2.1716 |
| 1715–1732            | Gundlingiana | Deutsch        | Nikolaus Hieronymus Gundling | Springende Erscheinungsweise, 1.1715 – 45.1732 |
| 1715–1730            | Historie des Jahrs […] oder zur Kirchen-Politisch- und Gelehrten-Historie dieses Jahrs gehörige Haupt-Anmerckungen | Deutsch        | Gottfried Ludovici; Ernst Friedrich Justinus Heimreich | Coburg: Paul Günther Pfotenhauer, 1716–1731, [1.] 1715 (1716) – [6.] 1720 (1721); 7.1721 (1722) – 16.1730 (1731) [?], monatlich erschienen, Nebentitel: Coburgischer Zeitungs-Extract, Fortsetzung: Kurzgefaßte Geschichte des Jahres (1741) |
| 1715–1716            | Jetziger Zustand Europae, wodurch die vornehmsten zur heutigen Historie dienliche Memoiren ertheilet werden | Deutsch        | Johann Ehrenfried Zschackwitz (1669–1744) | 1.1715 – 2.1716 [?], Lief zuvor als Schlüßel zur heutigen Historie, wodurch von allen merckwürdigen Staats-Kriegs- und Friedens-Begebenheiten europäischer Höffe exacte Relation ertheilt wird (1713–1714) |
| 1715–1802            | Maandelyksche uittreksels of boekzaal der geleerde waereld | Niederländisch | | Amsterdam : Onder de Linden, 1715-1802, Fortsetzung von: De Boekzaal van Europe (1692–1701), Tweemaandelijke uittreksels (1701–1704), De Boekzaal der geleerde werelt (1705–1708), Maandelyksche uittreksels of boekzaal der geleerde waereld (1705–1802) |
| 1715–1734            | Neue Acerra Philologica Oder Gründliche Nachrichten Aus der Philologie Und den Römischen und Griechischen Antiquitaeten : Darinnen Die schweresten Stellen aller Autorum Classicorum Der Studirenden Jugend Zum besten In einer angenehmen Erzehlung kürtzlich und gründlich erkläret werden | Deutsch        | Peter Adolf Boysen | Halle im Magdeb.: Renger, 1715–1734 |
| 1715–1732            | Neueröffnete Moralisten-Bibliothec, oder die durch Engländische, Frantzösische, Holländische, Deutsche, Italiänische, Griechische und Lateinische Schrifften erläuterte geistliche Morale oder Sitten-Lehre nach allen Tugenden und Lastern : nebst denen dahin sich beziehenden Materien zu einem sonderbaren Hülffs-Mittel für alle, so diese Wissenschaft lieben abgefasset | Deutsch        | Gottfried Christian Lentner (1690–1724). | Leipzig : Groschuff, 1715–1718 |
| 1715–1784            | Neue Zeitungen von gelehrten Sachen | Deutsch        | Johann Gottlieb Krause | 1715–1717: Leipzig: Theophil Georgi und Johann Grosses Erben. Von Nr. 52 auf Nr. 53 1718 Wechsel zu Johann Christian Martini. Von Nr. 8 auf 9 Wechsel zu Post-Zeitungs-Expedition, die dann auf dem Jahrestitel nur noch Zeitungs-Expedition heißt. Periodizität: 1715 – 1716: wöchentlich, dann 2× wöchentlich; Forts.: Neue Leipziger gelehrte Zeitungen (Leipzig: Breitkopf, 1785–1787). Umfasste 1718–1737 als Beilage die Nova litteraria eruditorum in gratiam divulgata angeregt von den 1715 ersterschienenen Nouvelles littéraires |
| 1715–1720            | Nouvelles littéraires contenant ce qui se passe de plus considérable dans la république des lettres | Französisch    | | La Haye u. a., 1.1715 – 12.1720 |
| 1715–1715            | Observationes sacrae ad varia eaque difficiliora scripturae sacrae loca | Lateinisch     | Georg Ludwig Oeder | Francofurti; Lipsiae: 1715 |
| 1715–1734            | Summarischer Nachrichten Von auserlesenen, mehrentheils alten, in der Thomasischen Bibliotheque vorhandenen Büchern | Deutsch        | Director: Christian Thomasius, Simon Friedrich Hahn (1692–1729), Christian August Salig (1692–1738), mutmaßlich zudem die jüngste Tochter von Thomasius.                                                                                               | Halle und Leipzig, Verlegts Johann Friderich Zeitler, 1715–1718 : 1. bis 24. Stück ; in 2 Bänden |
| 1715–1717            | The Censor. Volume 1-3 | Englisch       | | Volume 1, No. 1-30 (Monday 11 April 1715 – Friday 17 June 1715) |
| 1715–1715            | The Daily Benefactor | Englisch       | | |
| 1715–1716            | The Free-Holder | Englisch       | | 1-54 (Friday 23 December 1715 – Monday 25 June 1716) |
| 1715–1716            | The Free-Holder: Or, Political Essays by the Right Honourable Joseph Addison, Esq (1761 Reprint) | Englisch       | | |
| 1715–1715            | The Grumbler | Englisch       | | |
| 1715–1715            | The Medley | Englisch       | | |
| 1715–1717            | The St. James's Evening Post | Englisch       | | No. 85 (Thursday 15 December 1715); No. 118 (Thursday 1 March 1716); No. 288 (Tuesday 12 March 1717) |
| 1715, 1718           | The St. James's Post: With the Best Occurences, Foreign and Domestick | Englisch       | | No. 125 (Friday 1 November 1715); No. 467 (Friday 17 January 1718) |
| 1715–1716            | Town Talk: In A Series of Letters to a Lady in the Country | Englisch       | | No. 1 (17 December 1715) – No. 9 (13 February 1715–1716) |
| 1715–1716            | Umständliche Bücher-Historie, Oder Nachrichten und Urtheile von allerhand alten und neuen Schriftstellern: Zu genauerer Untersuchung der Bücher-Wissenschafft aus vielen Auctoribus zusammen getragen und ans Licht gestellt / von Johann Gottlieb Krausen | Deutsch        | Johann Gottlieb Krause | Fortsetzung von J. H. Kloß Der Unpartheyische Bibliothecarius. Welcher die Urtheile derer Gelehrten von Gelehrten und ihren Schrifften auffrichtig entdecket, Leipzig: Kloß, 1715–1716 |
| 1715–1715            | Weekly Remarks and Political Reflections Upon the Most Material News Foreign and Domestick | Englisch       | | Volume 1, No. 1 (Saturday 3 December 1715) – No. 11 (Saturday 11 February 1715); No. 14 (Thursday 1 March 1715) |
| 1715–1720            | Wöchentliche Post-Zeitungen von gelehrten Neuigkeiten: auf das Jahr […] | Deutsch        | Daniel Gottfried Liebe | Leipzig: Königl. u. Churfürstl. Sächs. Zeitungs-Expedition, 1715, 4. Mai – 1720, 25. Jan. nachgewiesen |
| 1716–1716            | Acta litteraria antiqua, oder Geschichte der Gelehrten, worinnen der Zustand der alten Litteratur eintzig und allein enthalten | Deutsch        | | Leipzig: Fleischer 4.1716 – 5.1716 [?] |
| 1716–1716            | Das jetztlebende Schweden auf dem grossen Schauplatz des Nordischen Krieges: nach der allerneuesten und richtigsten Correspondence | Deutsch        | | Ohne Angabe zu Druckort und Jahr, jedoch zeitgenössisch auf 1716 datiert, wider damaliges Erwarten nicht fortgesetzt. |
| 1716–1717            | Nova Variorum Scriptorum Conlectio, Tam Editorum Quam Ineditorum Rariorum Etiam, Et Recens Elaboratorum, Quae Omnia Integra Dantur | Lateinisch     | Johann Philipp Hein (1688–1775) | Halae Magd.: Renger, 1716–1717. Früher u.d.T.: Nova Librorvm Rariorvm Conlectio, Qvi Vel Integri Inservntvr Vel Adcvrate Recensentvr / [Heinrich August Groschuff. Hrsg.: Gottfried Tilgner]. – Halis Magdeburg.: Renger, 1709–1716 |
| 1716–1717, 1720      | The Original Weekly Journal. With Fresh Advices, Foreign and Domestick. | Englisch       | | Saturday 4 August 1716; Saturday 25 August 1716; Saturday 1 September 1716; Saturday 15 September 1716; Saturday 29 December 1716; Saturday 5 January 1717; Saturday 12 January 1717; Saturday 19 January 1717; Saturday 2 February 1717; Saturday 18 May 1717; Saturday 30 April 1720 |
| 1716–1720            | Mercurius Politicus: Being Monthly Observations on the Affairs of Great Britain. Volumes 1-4 | Englisch       | | May 1716 – December 1716 |
| 1717–1727            | Bibliotheque angloise ou Histoire litteraire de la grande Bretagne par M. D. L. R. | Französisch    | Michel de la Roche, von 1717 bis 1719, dann aus politischen Gründen abgelöst durch A. B. M. T. | Amsterdam: Paul Marret, Jeweils 2 Teile pro Jahr von zusammen etwa 540 bis 560 S. 1.1717 – 15.1727. De La Roche fährt 1720 fort mit Memoires literaires de la Grande Bretagne par Michel de la Roche, Auteur des cinq premiers Tomes de la Bibliotheque Angloise. La Haye: Isaac Vaillant, 1.1720 – 16.1724. |
| 1717–1719            | Curieuses Cabinet ausländischer und anderer Merckwürdigkeiten [Elektronische Ressource] / eröffnet von Antonio Paullini | Deutsch        | Antonio Paullini d. i. Johann Jacob Schmauß | Franckfurt; Leipzig: Renger, Eingang 1.1717 – 6.1719; damit Ersch. eingest. |
| 1717–1717            | The Monitor | Englisch       | | |
| 1717–1720            | Altes und Neues aus der gelehrten Welt | Deutsch        | | Zürich: Geßner, Nr. 1.1717 – 12.1720 |
| 1717–1718            | The Entertainer | Englisch       | | No. 1 (6 November 1717) – No. 10 (8 January 1718), No. 12 (22 January 1718) – No. 16 (19 February 1718), No. 18 (5 March 1718) – No. 20 (19 March 1718), No. 24 (16 April 1718) – No. 43 (27 August 1718) |
| 1718–1719            | Die abentheuerliche Welt in einer Pickelheeringskappe, oder satyrische Gedichte | Deutsch        | Johan Friedrich Riederer | Nürnberg 1.1718 – 8.1719 [?] |
| 1718–1737            | Nova litteraria eruditorum in gratiam divulgata | Lateinisch     | | Lipsiae u. a., 1718–1737 [?], Nebentitel: Nova litteraria in supplementum actorum eruditorum divulgata, erschien als Beilage zu Neue Zeitungen von gelehrten Sachen: auf das Jahr […] (1715–1784). |
| 1718–1718            | The Critick | Englisch       | | |
| 1718–1718            | The Doctor | Englisch       | | |
| 1718–1718            | The Fish-Pool | Englisch       | | |
| 1718–1719            | The Free-Thinker: Or, Essays of Wit and Humour. Volume 1-3 | Englisch       | | |
| 1718–1719            | The Honest Gentleman | Englisch       | | No. 1-8 (Wednesday 5 November 1718 – Wednesday 24 December 1718); No. 11-25 (Wednesday 25 January 1719 – Wednesday 22 April 1719) |
| 1718–1719            | The Old Whig | Englisch       | | No. 1 (19 March 1718-19), No. 2 (2 April 1719) |
| 1718–1719            | The Plebeian | Englisch       | | No. 1 (14 March 1718-19), No. 2 (23 March 1718-19), No. 3 (30 March 1719), No. 4 (6 April 1719) |
| 1718–1730            | Sammlung von Natur- und Medicin- wie auch hierzu gehörigen Kunst- und Literatur-Geschichten („Breslauische Sammlungen“) | Deutsch        | Johann Georg Brunschwitz, Andreas Elias Buechner, Johann Kanold, Johann Christian Kundmann, Heinrich Winckler | fortgeführt als Miscellanea physico-medico-mathematica (1731–1734) |
| 1719–1725            | Curieuser Avisen- oder Zeitungs-Schlüssel: das ist historische Nachrichten und Erklärungen, derer in denen wöchentlichen Zeitungen unvollkommen angezogenen Begebenheiten, auch vorkommenden fremden und unbekandten Wörter, denen jenigen welche ausser denen wöchentlichen Avisen weiter keine gründliche Nachrichten haben können zum besten und nützlichen Gebrauch in zwanzig Oefnungen ans Licht gestellet | Deutsch        | | Braunschweig: Schröder, 1719–1725, Oefnung 1.1719; 2.1719 – 20.1722; 21.1725; damit Ersch. eingest. |
| 1719–1719            | The Mirrour | Englisch       | | |
| 1719–1719            | The Spinster, in Defence of the Woollen Manufactures | Englisch       | | |
| 1720–1725            | Acta literaria Sueciae | Lateinisch     | | Upsaliae; Stockholmiae: Russwormnis 1.1720/24 – 2.1725/29 |
| 1720–1750            | Fortgesetzte Sammlung von alten und neuen theologischen Sachen: darinnen von Büchern, Uhrkunden, Controversien, Veränderungen, Anmerckungen und Vorschlägen u.d.g. […] nützl. Nachricht ertheilet wird; auff das Jahr […] | Deutsch        | | Leipzig: Jacobi, 1720–1750, 1720–1740: Leipzig: Braun. Fortsetzung der: Unschuldige Nachrichten von alten und neuen theologischen Sachen, Büchern, Uhrkunden, Controversien, Veränderungen, Anmerckungen, Vorschläge u.d.g.: auff d. Jahr […] |
| 1720–1724            | Memoires literaires de la Grande Bretagne par Michel de la Roche, Auteur des cinq premiers Tomes de la Bibliotheque Angloise. | Französisch    | Michel de la Roche | La Haye: Isaac Vaillant, 1.1720 – 16.1724. Vier Nummern pro Jahr. Fortsetzung der Memoires literaires de la Grande Bretagne wie sie Michel de la Roche 1717 bis 1719 herausgab. |
| 1720, 1725           | The Humourist: Being Essays Upon Several Subjects | Englisch       | | |
| 1720–1720            | The Anti-Theatre, by Sir John Falstaffe | Englisch       | | |
| 1720–1720            | The Theatre | Englisch       | | |
| 1720–1721            | The Director | Englisch       | | |
| 1720–1723            | Cato's Letters, Volumes 1–4 | Englisch       | | |
| 1720–1731            | The London Journal | Englisch       | | No. 76 (Saturday, 7 January 1720); No. 79-141 (Saturday 28 January 1720 – Saturday 7 April 1722); No. 143-154 (Saturday 21 April 1722 – Saturday 7 July 1722); No. 156 (Saturday 21 July 1722); No. 158 (Saturday 4 August 1722); No. 161-168 (Saturday 25 August 1722 – Saturday 13 October 1722); No. 171 (Saturday 3 November 1722); No. 177 (Saturday 15 December 1722); No. 261 (Saturday 25 July 1724); No. 522 (Saturday 2 August 1729); No. 528 (Saturday 13 September 1729); No. 577 (Saturday 22 August 1730); No.597-598 (Saturday 9 January 1731 – Saturday 16 January 1731); No. 613 (Saturday 24 April 173)                                                                                               |
| 1721–1722            | Die Discourse der Mahlern / Gesellschaft der Mahler zu Zürich | Deutsch        | Johann Jacob Bodmer, Johann Jakob Breitinger | Zürich 1.1721 – 3.1722 |
| 1721–1722            | The Whitehall Evening Post | Englisch       | | |
| 1722–1725            | Critica musica: d. i. Grundrichtige Untersuch- und Beurtheilung, vieler, theils vorgefaßten, theils einfältigen Meinungen, Argumenten und Entwürffe, so in […] musicalischen Schriften zu finden […] | Deutsch        | Johann Mattheson | Hamburg; T. 1.1722/23 – 2.1725 = Ps. 1-8 = St. 1–24 [?] |
| 1724–1726            | Der Patriot | Deutsch        | | |
| 1724–1811 1811–1825  | Mercure de France | Französisch    | | Fortsetzung des Mercure Galant |
| 1725–1727            | New memoirs of literature: Containing an Account of new books printed both at Home and Abroad, with dissertations | Englisch       | Michael de la Roche | Fortsetzung der Memoirs of literature: containing a weekly account of the state of learning, both at home and abroad London 1710–1722. |
| 1725–1726            | Die vernünftigen Tadlerinnen | Deutsch        | Johann Christoph Gottsched | Franckfurt; Leipzig: Braun 1.1725 – 2.1726 (1727); damit Ersch. eingest. |
| 1725–1725            | Lettres familieres, instructives et amusantes: sur divers sujets | Französisch    | | Paris: Cavellier u. a. 1.1725, Jan. [?] |
| 1726–1726            | The Country Gentleman | Englisch       | | No. 1 (11 March 1726) – No. 84 (26 December 1726) |
| 1727–1727            | Das Merckwürdige Wienn oder monathliche Unterredungen von verschiedenen, daselbst befindlichen Merckwürdigkeiten der Natur und Kunst | Deutsch        | | Wienn: New, 1727, Jan.-Martius |
| 1727–1729            | Der Biedermann | Deutsch        | Johann Christoph Gottsched | |
| 1727–1785            | Recueil de l'Académie des Belles-Lettres, Sciences et Arts de Marseille | Französisch    | | Aix: Mouret 1727 – 1783/85 (1785) [?] |
| 1727–1727            | The Ladies Journal | Englisch       | | |
| 1728–1758            | Historisch-politische Merckwürdigkeiten in denen Weltstaaten: deren wöchentlich einlauffenden Nouvellen | Deutsch        | | Magdeburg 1728, 1 (23. Febr.) – 1758, 26 |
| 1728–1728            | The Parrot. By Mrs. Prattle | Englisch       | | |
| 1728–1736            | The Present State of the Republick of Letters | Englisch       | Andrew Reid | London: Printed for William and John Innys, Vol. 1-18; 1728–1736. Abgelöst durch The History of the works of the learned[…] containing impartial accounts and accurate abstracts of the most valuable books published in Great Britain and foreign parts, interspers'd with dissertations on several curious and entertaining subjects |
| 1728–1729            | Der musicalische Patriot | Deutsch        | Johann Mattheson | |
| 1729–1740            | Lettres sérieuses et badines sur les ouvrages des savans et sur d'autres matières | Französisch    | | La Haye: Van Duren 1.1729 – 12.1740; damit Ersch. eingest. |
| 1729–1745            | Mémoires pour servir à l'histoire des hommes illustres dans la république des lettres: avec un catalogue raisonné de leurs ouvrages / par Niceron. | Französisch    | | Paris: Briasson 1.1729 – 43.1745 |
| 1729–1738            | Monathliche Unterredung von dem Reiche der Geister zwischen Andrenio und Pneumatophilo | Italienisch    | | Leipzig: Walther 1.1729 (1730) – 3.1738 = St. 1–17 |
| 1729–1729            | The Tribune | Englisch       | | |
| 1730–1735            | La Storia delle opere dell'Accademia Reale delle Iscrizioni e delle Belle Lettere | Italienisch    | | Venezia 1.1730 [?] |
| 1730–1735            | The Free Briton | Englisch       | | |
| 1731–1738            | Der genealogische Archivarius: welcher alles, was sich unter den ietztlebenden hohen Personen in der Welt an Geburten, Vermählungen, Avancements und Todes-Fällen veränderliches zuträgt, mit Eindrückung vieler Lebens-Beschreibungen sorgfältig anmercket […] / ans Licht gestellt von Michael Ranfft. | Deutsch        | Michael Ranfft | Leipzig: Heinsius 1.1731 (1732); 2.1732 – 6.1736 = T. 1-30. Läuft mit leichter Titeländerung fort als Der genealogisch-historische Archivarius Leipzig: Heinsius 7.1737 – 8.1738 = T. 31–50. |
| 1731–1734            | Miscellanea physico-medico-mathematica | Deutsch        | | Fortführung der Breslauischen Sammlungen (1718–1730) |
| 1731–1907            | The Gentleman’s Magazine | Englisch       | | Monatlich |
| 1732–1734            | Beyträge zur critischen Historie der deutschen Sprache, Poesie und Beredsamkeit, herausgegeben von einigen Liebhabern der deutschen Litteratur. | Deutsch        | Johann Christoph Gottsched | [1].1732/33 = Stück 1-4 |
| 1732–1734            | Curieuses Welt- und Staats-Cabinett, welches bey jedem Monathe durchs gantze Jahr […] in fünf Capitibus, unparteyisch und zuverläßige Nachrichten in sich begreiffet […]: mit einem vollständigen Register versehen von Wahrenburgio. | Deutsch        | | Erffurt: Mynitzsch 1732, Jan. – 1734, Dez. [?] |
| 1732–1733            | Journal historique de la république des lettres | Französisch    | | Leyde 1.1732 – 3.1733 [?] |
| 1732–1785            | The London Magazine | English        | | |
| 1732–1732            | The Universal Spy: Or, the Royal Oak Journal Reviv'd | Englisch       | | No. 1 (April 29 1732) – No. 3 (May 13 1732); No. 5 (August 5 1732) – No. 8 (September 9 1732); No. 12 (Sept 22 1732) |
| 1732–1733            | Parker's Penny Post | Englisch       | | |
| 1732–1733            | The Comedian, Or Philosophical Enquirer | Englisch       | | |
| 1733–1733            | B. Berington's Evening Post | Englisch       | | |
| 1734–1734            | Anecdotes ou Lettres secrettes sur divers sujets de littérature & de politique. | Französisch    | | [Amsterdam] 1734 nachgewiesen |
| 1735–1756            | Die neue europäische Fama, welche den gegenwärtigen Zustand der vornehmsten Höfe entdecket | Deutsch        | | Leipzig, Th. 1.1735 – 191/192.1756, Vorgänger: Die europäische Fama, welche den gegenwärtigen Zustand der vornehmsten Höfe entdecket |
| 1735–1766            | Literary magazine; or, the History of the works of the learned (1735-36) | Englisch       | | Abgelöst durch The History of the works of the learned[…] containing impartial accounts and accurate abstracts of the most valuable books published in Great Britain and foreign parts, interspers'd with dissertations on several curious and entertaining subjects |
| 1736–1736            | The Dublin Evening Post | Englisch       | | Vol. 4 (1736), No. 51-85 (3 January – 1 May); No. 87-98 (8 May – 15 June); No. 100 (22 June); No. 103-104 (3 – 6 July); Vol. 5 (1736), No. 3-33 (17 July – 30 October), No. 35-42 (6 – 30 November); and No. 45-50 (11 – 28 December) |
| 1737–1740            | Osservazioni letterarie: che possono servire di continuazione al Giornale de'letterati d'Italia | Italienisch    | | Verona, 1.1737 – 6.1740 [?]. Vorgänger: Giornale de'letterati d'Italia (1710–1740) |
| 1737–1743            | The history of the works of the learned ezb.uni-regensburg.de archive.org | Englisch       | | London, 1737–1743 |
| 1738–1771            | Franckfurtische gelehrte Zeitungen, darinnen die merkwürdigsten der Gelehrten Welt | Deutsch        | | Franckf. a. M.: (S. Tob. Stocken u. A.), 1736–1771 bd. 1-36, 4to, Wöchentlich 2 Nummern |
| 1738–1739            | Mémoires secrets de la république des lettres, ou le théâtre de la vérité | Französisch    | Jean Baptiste de Boyer d'Argens | Amsterdam: Desbordes 1.1737 – 3.1738 (1739) [?] |
| 1738–1739            | Old Common Sense: Or, the Englishman's Journal | Englisch       | | No. 49-152 (Saturday 7 January 1738 – Saturday 29 December 1739) |
| 1739–1752            | Göttingische Zeitungen von gelehrten Sachen online | Deutsch        | | Göttingen: Universitätsbuchhandlung, jeden Montag und Donnerstag, um die 130 Stück pro Jahr, Berichte aus allen Wissensbereichen, Jahresregister – das von 1747 nach Gebieten aufgeschlüsselt. Fortgesetzt als Göttingische Anzeigen von gelehrten Sachen unter der Aufsicht der königlichen Academie der Wissenschaften 1–1753-1943 |
| 1739–1740            | The Champion: Containing a Series of Papers, Humorous, Moral, Political and Critical. Volume 1–2 | Englisch       | | |
| 1740–1741            | Potsdammische Quintessentz von alten und neuen politisch-historisch- und gelehrten Sachen | Deutsch        | | Berlin : Henning. 1740, 1 (14. Dez.)-6 (31. Dez.); 1741, 1(3. Jan.)–103 (30. Dez.) [?] |
| 1740–1741            | The Christian's Amusement | Englisch       | | No. 1 – No. 27 |
| 1741–1741            | Kurzgefaßte Geschichte des Jahres: […] enthaltend die merkwürdigsten politischen, Kirchen-, Gelehrten-, auch Handlungs- und Natur-Begebenheiten; als Handbuch der neuesten Historie für Gelehrte und Ungelehrte eingerichtet | Deutsch        | Johann Gottfried Groß | Christian-Erlangen: Selbstverl. des Hrsg.; Nürnberg: Homann, 1741–1741, Fortsetzung von: Historie des Jahrs (1715–1730). |
| 1741–1742            | The Weekly History: Or, An Account of the Most Remarkable Particulars relating to the Present Progress of the Gospel | Englisch       | | No. 28 (17 October 1741), No. 1 (11 April 1741) – No. 84 (13 November 1742) |
| 1741–1742            | Giornale de'letterati pubblicato in Firenze | Italienisch    | | Firenze, 1.1742 – 7.1757, 1; N.S. 1.1785 – 8.1788 |
| 1742–1742            | The York Courant | Englisch       | | |
| 1743–1747            | Bemühungen zur Beförderung der Kritik und des guten Geschmacks | Deutsch        | Johann Andreas Cramer | |
| 1743–1747            | Le journal universel, ou mémoires pour servir à l'histoire civile, politique, ecclésiastique & littéraire du XVIII. siècle | Französisch    | | La Haye, 1743–1748, 1.1743 – 16.1748 [?] |
| 1744–1744            | The Spy at Oxford and Cambridge: In several Letters between John Perspective and Critical Would-be, Esqrs | Englisch       | | |
| 1744–1746            | The Female Spectator, Volume 1–4 | Englisch       | | |
| 1744–1759            | Freye Urtheile und Nachrichten zum Aufnehmen der Wissenschaften und Historie überhaupt | Deutsch        | Joachim Friedrich Liscow, Bartholomaeus Joachim Zinck | Hamburg: Grund, 1.1744 - 16.1759. Zwei Ausgaben pro Woche: Dienstag und Freitag |
| 1746–1746            | The Fool, Volume 1–2 | Englisch       | | |
| 1746–1747            | The Museum: Or, the Literary and Historical Register. Volumes 1–3 | Englisch       | | Volume 1, No. 1-13 (Saturday 29 March 1746 – Saturday 13 September 1746), Volume 2, No. 14-26 (Saturday 27 September 1746 – Saturday 14 March 1747), Volume 3, No. 27-39 (Saturday 28 March 1747 – Saturday 12 September 1747), |
| 1746–1746            | The National Journal: Or, Country Gazette | Englisch       | | |
| 1746–1746            | The Northampton Mercury | Englisch       | | |
| 1746–1746            | The Parrot. With a Compendium of the Times | Englisch       | | |
| 1747–1757            | Geschichte der königlichen Akademie der schönen Wissenschaften zu Paris: darinnen zugleich unzählige Abhandlungen aus allen freyen Künsten, gelehrten Sprachen, und Alterthümern enthalten sind. / Aus dem Französischen übersetzt. Mit einer Vorrede ans Licht gestellet von Johann Christoph Gottsched | Deutsch        | Académie des Inscriptions et Belles-Lettres, Johann Christoph Gottsched, Luise Adelgunde Victoria Gottsched | Bd. 1 (1747) – Bd. 11 (1757), Übersetzung der Histoire de l'Académie Royale des Inscriptions et Belles-Lettres (Paris: Panckoucke, 1663–1781) |
| 1747–1747            | The Lady's Weekly Magazine | Englisch       | | |
| 1747–1790            | Correspondance littéraire, philosophique et critique | Französisch    | Guillaume Thomas François Raynal, Friedrich Melchior Grimm | Aus Gründen der Zensur zunächst handschriftlich. |
| 1749-1789            | Jenaische gelehrte Zeitungen | Deutsch        | Adolph Friedrich Hamberger, Johann Ernst Immanuel Walch u. a. | Jena: Strauß; Unterbrechung 1758-1764 |

## Gründungen 1750–1799
| Zeitraum                     | Titel | Sprache     | Verantwortliche | Publikationsvermerke |
| ---------------------------- | --- | ----------- | --- | --- |
| 1750–1750                    | The Bee Reviv'd: Or, the Prisoner's Magazine, for the Benefit of the Compiler, a Prisoner for Debt in Whitechapel Jail | Englisch    | | |
| 1750–1751                    | The Kapellion, or Poetical Ordinary | Englisch    | | |
| 1751–1754                    | Bemühungen der Weltweisen vom Jahr 1700 biss 1750 oder Nachrichten von ihren Schriften und Auszüge Digital | Deutsch     | Christian Ernst von Windheim                                                                                              | Nürnberg: Monath, 1751–1754. |
| 1751–1751                    | The Royal Magazine; or, Quarterly Bee: For January, February and March 1751 | Englisch    | | |
| 1752–1752                    | The Covent Garden Journal | Englisch    | | |
| 1753–1754                    | Der Königlichen Akademie der Aufschriften und Schönen Wissenschaften zu Paris, ausführliche Schriften: darinnen unzähliche Abhandl. aus allen freyen Künsten, gelehrten Sprachen, u. Alterthümern, enthalten sind / aus d. Franz. übers. von Luisen Adelgunden Victor. Gottschedinn. | Deutsch     | | Leipzig: Siegert Theil 1.1753 – 2.1754 [?] |
| 1753–1759                    | Neue Erweiterungen der Erkenntnis und des Vergnügens. | Deutsch     | | Leipzig: Lankisch, 1.1753 – 12.1759/62 = Stück 1-71/72; damit Ersch. eingest. |
| 1753–1753                    | The Adventurer | Englisch    | | |
| 1753–1756                    | The World, Volume 1–4 | Englisch    | Adam Fitz-Adam | |
| 1754–1756                    | Der Freund | Deutsch     | Johann Peter Uz, Johann Friedrich von Cronegk, Johann Zacharias Leonhard Junkheim, Georg Ludwig Hirsch, Johann Georg Rabe | Anspach: Posch 1.1754 – 3.1756 = Nr. 1–78 |
| 1754–1756                    | Gotth. Ephr. Leßings theatralische Bibliothek | Deutsch     | Gotthold Ephraim Lessing                                                                                                  | Berlin: Voß, Stück 1.1754 – 4.1758; damit Ersch. eingest. |
| 1754, 1756, 1760, 1763, 1766 | The Whitehal Evening Post; Or, London Intelligencer | Englisch    | | No. 1283 (6 Aug 1754); No. 1599 (22 May 1756); No. 2161 (24 Jan 1760); No. 2278 (23 Oct 1760); 2623-2624 (2-11 Jan 1763); No. 3170-3171 (2-4 Sep 1766); No. 3173 (9 Sep 1766); No. 3175-3183 (13 Sep – 3 Oct 1766); No. 3184 (4 Oct 1766); No. 3185 (7 Oct 1766); No. 3187 (11 Oct 1766); No. 3189-3196 (16 Oct – 1 Nov 1766); No. 3198-3199 (8 Nov 1766) |
| 1754–1754                    | The Connoisseur: By Mr. Town, Critic and Censor-General | Englisch    | George Colman der Ältere, Bonnell Thornton, Edward Moore                                                                  | |
| 1754–1754                    | The Entertainer | Englisch    | | |
| 1755–1757                    | Acta litteraria regni Poloniae et magni ducatus Lithuaniae | Lateinisch  | | Varsariae; Lipsiae 1755 – 1757 |
| 1755–1755                    | The Devil | Englisch    | | |
| 1755–1755                    | Urtheile über das Verhalten der Menschen | Englisch    | | Frankfurt, M.; Leipzig: Keßler 1.1756 – 6.1758 [?] |
| 1756–1756                    | The Wife. By Mira | Englisch    | | |
| 1757–1765                    | Bibliothek der schönen Wissenschaften und freien Künste | Deutsch     | Bände 1–4 Friedrich Nicolai und Moses Mendelssohn, 5-12 Christian Felix Weiße                                             | Fortgesetzt als Neue Bibliothek der schönen Wissenschaften und freien Künste (1766–1806) |
| 1757–1757                    | The Centinel | Englisch    | | |
| 1757–1757                    | The Con-test | Englisch    | | |
| 1757–1757                    | The Humanist | Englisch    | | |
| 1757–1757                    | The Rhapsodist | Englisch    | | |
| 1757–1758                    | Altonaische gelehrte Anzeigen | Deutsch     | | Altona 1.1757 – 2.1758 |
| 1758–1761                    | Der Nordische Aufseher | Deutsch     | Johann Andreas Cramer | Kopenhagen; Leipzig: Ackermann 1.1758 – 3.1761 = Nr. 1-193; damit Ersch. eingest. |
| 1759–1765                    | Briefe die neueste Literatur betreffend | Deutsch     | Gotthold Ephraim Lessing, Moses Mendelssohn                                                                               | Berlin; Stettin: Nicolai; 1.1759 – 23/24.1765/66; damit Ersch. eingest. |
| 1759–                        | Staats- und gelehrte Neuigkeiten | Deutsch     | Georg Schade | |
| 1759–1765                    | Briefe die neueste Literatur betreffend | Deutsch     | | |
| 1760–1760                    | The British Magazine. Or Monthly Depository for Gentlemen & Ladies. Volume 1 | Englisch    | | |
| 1760–1760                    | The Royal Female Magazine | Englisch    | | |
| 1761–1762                    | The Genius | Englisch    | | |
| 1762–1764                    | The Universal Museum. Or, Gentleman's and Ladies Polite Magazine of History, Politicks and Literature for 1763. Volume 1-3 | Englisch    | | |
| 1763–1763                    | Terrae-Filius | Englisch    | | |
| 1764–1776                    | Acta litteraria | Deutsch     | Christian Adolph Klotz | Altenburgi: Richter 1.1764 – 7.1776 |
| 1764–1764                    | A Letter From J[oh]n W[ilke]s, Esq; in Paris, to a Noble Lord, in London | Englisch    | | |
| 1764–1764                    | The Budget: Inscribed to the Man, Who Thinks Himself Minister | Englisch    | | |
| 1764–1764                    | The North Briton | Englisch    | | |
| 1764–1764                    | The Wallet: A Supplementary Exposition of the Budget. Inscribed to the Man Who Knows Himself Minister | Englisch    | | |
| 1764–1764                    | Wilkes and Liberty: Or, the Universal Prayer | Englisch    | | |
| 1765–1785                    | Monitor | Polnisch    | Ignacy Krasicki, Franciszek Bohomolec, Józef Minasowicz, Lorenz Christoph Mizler und J.I. Boelcke                         | Warschau |
| 1765–1796                    | Allgemeine deutsche Bibliothek | Deutsch     | Friedrich Nicolai | |
| 1765–1806                    | Neue Bibliothek der schönen Wissenschaften und freien Künste | Deutsch     | | Fortsetzung der Bibliothek der schönen Wissenschaften und freien Künste (1756–1765) |
| 1767                         | Hamburgische Dramaturgie | Deutsch     | Gotthold Ephraim Lessing                                                                                                  | |
| 1767–1767                    | The Theatrical Monitor; Or, Green Room Laid Open | Englisch    | | |
| 1767–1770                    | The Political Register; and Impartial Review of New Books. Volume 1-7 | Englisch    | | |
| 1768–1768                    | The Covent Garden Chronicle | Englisch    | | |
| 1770–1770                    | The Whisperer | Englisch    | | |
| 1770-1806                    | Physikalisch-ökonomische Bibliothek | Deutsch     | Johann Beckmann | Göttingen: Vandenhoeck |
| 1771–1776                    | Der Deutsche | Deutsch     | Hrsg.: Johann Gottwerth von Müller unter Mitarb. v. Johann Samuel Patzke u. Johann Andreas Cramer                         | Magdeburg u. a.: Hechtel, 1.1771 – 8.1776 [?] |
| 1771-1781                    | Auserlesene Bibliothek der neuesten deutschen Litteratur | Deutsch     | Karl Renatus Hausen (1772-1775), Christian Friedrich Helwing (1775-1781)                                                  | Lemgo: Meyer; auch bekannt unter dem Titel: Lemgoische Litteraturbibliothek |
| 1772–1773                    | Die fränkischen Zuschauer bey gegenwärtigen besseren Aussichten für die Wissenschaften und das Schulwesen im Vaterlande: eine periodische Schrift zur Beförderung dieser guten Anfänge                                                                                               | Deutsch     | | Frankfurt; Leipzig: Sprenger, 1772–1773. Fortgesetzt unter dem Titel Litteratur des katholischen Deutschlands hrsg. von katholischen Patrioten (Koburg: Ahl, 1776–1788) |
| 1772–1773                    | The York Chronicle; And Weekly Advertiser | Englisch    | | |
| 1773–1789                    | Acta litteraria Bohemiae et Moraviae | Lateinisch  | | Pragae 1.1774/75 – 2.1776/83 [?] |
| 1773–1789                    | Der Teutsche Merkur | Deutsch     | Christoph Martin Wieland                                                                                                  | |
| 1773–1794                    | Journal historique et littéraire | Französisch | | Bis 1788: Luxembourg: Chevallier, dann Maestricht: Cavelier u. a., 1773–1794. Fortsetzung von La clef du cabinet des princes de l'Europe (1704–1773) |
| 1773–1790                    | Nuovo giornale de'letterati d'Italia | Italienisch | | Modena: Soc. Tipogr., 1.1773 – 43.1790; Titel 7.1774 – 43.1790: Continuazione del Nuovo giornale de'letterati d'Italia; Vorgänger: Giornale de'letterati d'Italia (1710–1740) |
| 1775–1789                    | Christoph Gottlieb von Murr. Journal zur Kunstgeschichte und zur allgemeinen Litteratur | Deutsch     | Christoph Gottlieb von Murr                                                                                               | Nürnberg : Zeh, 1775–1789, |
| 1775–1775                    | The Gentleman | Englisch    | | |
| 1775–1776                    | The Crisis | Englisch    | | |
| 1776–1788                    | Litteratur des katholischen Deutschlands | Deutsch     | | Coburg: Ahl, 1776–1788, Fortsetzung von Die fränkischen Zuschauer bey gegenwärtigen besseren Aussichten für die Wissenschaften und das Schulwesen im Vaterlande: eine periodische Schrift zur Beförderung dieser guten Anfänge 1772–1773. Ersch.-verlauf: 1.1775/77 (1776) – 8.1787/88 (1788), Mikrofiche-Ausg.: Hildesheim: Olms, 1997. (Deutsche Zeitschriften des 18. und 19. Jahrhunderts). Fortgesetzt als: Auserlesene Litteratur des katholischen Deutschlands 5=1 – 8=4 von: Neue Litteratur des katholischen Deutschlands |
| 1776–1776                    | The American Crisis, and a Letter to Sir Guy Carleton, on the Murder of Captain Huddy | Englisch    | | |
| 1776–1776                    | The Scots Spy, Or Critical Observer | Englisch    | | |
| 1776–1777                    | The Fall of Britain | Englisch    | | |
| 1778–1778                    | The Vocal Magazine; Or, British Songster's Miscellany. Containing all the English, Scotch and Irish Songs, Cantatas, Glees, Catches, Airs, Balads, &c. | Englisch    | | |
| 1780–1780                    | The London Mercury; Containing the History, Politics, Literature of England | Englisch    | | |
| 1780–1781                    | The Protestant Packet; Or, British Monitor, Volume 1–2 | Englisch    | | |
| 1783–1783                    | The Political Magazine and Parliamentary, Naval, Military and Literary Journal. Volume 4 | Englisch    | | |
| 1783–1796                    | Berlinische Monatsschrift | Deutsch     | Johann Erich Biester, Friedrich Gedike                                                                                    | Nachfolgeorgane: Berlinischen Blätter (1797–1798) und Neue Berlinische Monatsschrift (1799–1811) |
| 1784–1784                    | The Leeds Mercury | Englisch    | | |
| 1784–1786                    | The New Spectator; with the Sage Opinions of John Bull | Englisch    | | |
| 1785–1849                    | Allgemeine Literatur-Zeitung | Deutsch     | Friedrich Justin Bertuch, Christian Gottfried Schütz Christoph Martin Wieland                                             | |
| 1785–1785                    | The London Packet; Or, New Lloyd's Evening Post | Englisch    | | |
| 1785–1785                    | The Political Herald and Review; or a Survey of Domestic and Foreign Politics; and a Critical Account of Political and Historical Publications. Volume 1 | Englisch    | | |
| 1786–1787                    | The Devil: Containing a Review and Investigation of All Public Subjects Whatever, Volume 1-2 | Englisch    | | |
| 1786–1787                    | The Microcosm, a Periodical Work, by Gregory Griffin, of the College of Eton | Englisch    | | |
| 1787–1787                    | The Busy Body; A Collection of Periodical Essays, Volume 1-2 | Englisch    | | |
| 1787–1787                    | The Female Guardian. Designed to Correct Some of the Foibles Incident to Girls | Englisch    | | |
| 1787–1787                    | Variety: A Collection of Essays | Englisch    | | |
| 1787–1792                    | The Dublin Chronicle | Englisch    | | |
| 1788–1788                    | The Eaton Chronicle; Or, the Salt Box | Englisch    | | |
| 1788–1792                    | The New London Magazine; Being an Universal and Complete Monthly Repository of Knowledge, Instruction, and Entertainment. Volumes 4-8 | Englisch    | | |
| 1789–1789                    | The Prompter | Englisch    | | |
| 1789–1790                    | The Attic Miscellany; or, Characteristic Mirror of Men and Things. Including the Correspondent's Museum. Volume 1-2 | Englisch    | | |
| 1790–1790                    | The Speculator | Englisch    | | |
| 1790–1793                    | The Bee, Or Literary Weekly Intelligencer, Consisting of Original Pieces, and Selections from Performances of Merit, Foreign and Domestic. A Work Calculated to Disseminate Useful Knowledge Among All Ranks of People at a Smal Expence. By James Anderson. Volume 1-16             | Englisch    | | |
| 1791–1791                    | The English Freeholder | Englisch    | | |
| 1792–1793                    | Genius of Kent; or, County Miscellany | Englisch    | | |
| 1792–1793                    | The Crisis: A Collection of Essays Written in the Years 1792 and 1793 | Englisch    | | |
| 1793–1793                    | The Female Mentor: Or, Select Conversations. Volume 1-3 | Englisch    | | |
| 1793–1794                    | Hog's Wash, or a Salmagundy for Swine. Volume 1, Part 1-2 | Englisch    | | |
| 1794–1794                    | Pigs' Meat; or, Lessons for the Swinish Multitude | Englisch    | | |
| 1794–1797                    | The Morning Advertiser | Englisch    | | |
| 1795–1796                    | The Tribune, Consisting Chiefly of the Political Lectures of J. Thelwall. Volume 1-3 | Englisch    | | |
| 1795–1796                    | The Trifler | Englisch    | | |
| 1796–1796                    | The Watchman | Englisch    | Samuel Taylor Coleridge                                                                                                   | |
| 1797–1798                    | Berlinische Blätter | Deutsch     | Johann Erich Biester | folgt der Berlinischen Monatsschrift (1783–1796), fortgesetzt durch die Neue Berlinische Monatsschrift (1799-1811). |
| 1796–1797                    | The Flapper, Volume 1-2 | Englisch    | | |
| 1796–1797                    | The Quiz, by a Society of Gentleman | Englisch    | | |
| 1797–1797                    | The Morning Post and Fashionable World | Englisch    | | |
| 1797–1797                    | The Phoenix | Englisch    | | |
| 1798–1798                    | Anti-Union | Englisch    | | |
| 1798–1799                    | The Oeconomist, Or, Englishman's Magazine. Volume 1-2 | Englisch    | | |
| 1799–1811                    | Neue Berlinische Monatsschrift | Deutsch     | Friedrich Nicolai | folgt der Berlinischen Monatsschrift (1783–1796) und den Berlinischen Blättern (1797–1798) |